# CASA C-295
El CASA C-295, actualmente Airbus C295, es un avión de transporte táctico medio que fue diseñado por la compañía española CASA en los años 1990 como una evolución del Airtech (CASA-Nurtanio) CN-235. A partir del año 2000, con la incorporación de CASA al grupo aeronáutico europeo EADS, el avión pasó a ser nombrado en un primer momento EADS CASA C-295, y posteriormente recibió su designación actual. Realizó su primer vuelo el 28 de noviembre de 1997 y entró en servicio con el Ejército del Aire de España en 2001.
El C-295 es capaz de realizar gran variedad de misiones de manera efectiva: transporte táctico y logístico, lanzamiento de paracaidistas y de cargas, evacuación médica, y también dispone de una versión de patrulla marítima denominada C-295 Persuader.
Dado el fracaso de su hermano menor en el segmento de la aviación comercial, aunque obtuvo la certificación civil para poder ser empleado por agencias gubernamentales, inicialmente no se lanzó una versión comercial de este avión. No fue hasta 2017, muchos años después de la entrada en servicio de las versiones militares, cuando obtuvo su primer contrato en este sector.
Su designación como C-295 sigue el esquema de los aviones diseñados por CASA, con la C inicial del fabricante y a continuación un número de tres dígitos, de los que el primero indica el número de motores, dos en este caso, habiéndose elegido aquí los dos siguientes por la carga útil que se planteó como objetivo: 9,5 toneladas.
Ha sido adquirido por diversos países además de España, entre los que destacan India, Egipto, Polonia, Canadá, Brasil, México y Portugal por número de aeronaves adquiridas, y ha participado en numerosas operaciones internacionales, entre las que destacan las misiones en la antigua Yugoslavia, Afganistán, Irak, Líbano y Chad.

## Desarrollo
- Longitud: 21,40 metros
- Carga útil: 5950 kg
- Vel. máx.: 450 km/h

- Longitud: 24,50 metros
- Carga útil: 9250 kg
- Vel. máx.: 480 km/h

El nacimiento del CASA C-295 se debe a la apuesta por afianzarse en el liderazgo del sector de transportes militares ligeros o medianos por parte de la empresa aeronáutica CASA. En concreto, el C-295 se puede ver como competidor del Alenia C-27J Spartan en el segmento de transportes inmediatamente inferior al C-130J Super Hercules.
El programa de desarrollo del avión comenzó en noviembre de 1996, anunciándose el modelo de manera oficial en el Salón Aeronáutico de París en junio de 1997. El primer prototipo fue una modificación de un CN-235 que recibió la matrícula EC-295, y realizó su primer vuelo el 28 de noviembre de 1997. Con respecto al CN-235, al C-295 se le alargó el fuselaje hasta los 24,50 metros y se equipó con nuevos motores y sistemas. Los motores elegidos fueron dos turbohélices Pratt & Whitney Canada PW127G con 2645 CV cada uno, que le dan excelentes prestaciones STOL, y que le confieren la capacidad de llevar una carga útil máxima de 9250 kg a una velocidad de crucero de 480 km/h. Estos cambios le permiten transportar una carga un 50 % más pesada a una velocidad superior que el CN-235 en distancias similares. Este primer prototipo contribuyó al programa de pruebas con 801 horas en 379 vuelos, y se empleó posteriormente para desarrollar la versión CASA C-295 Persuader.

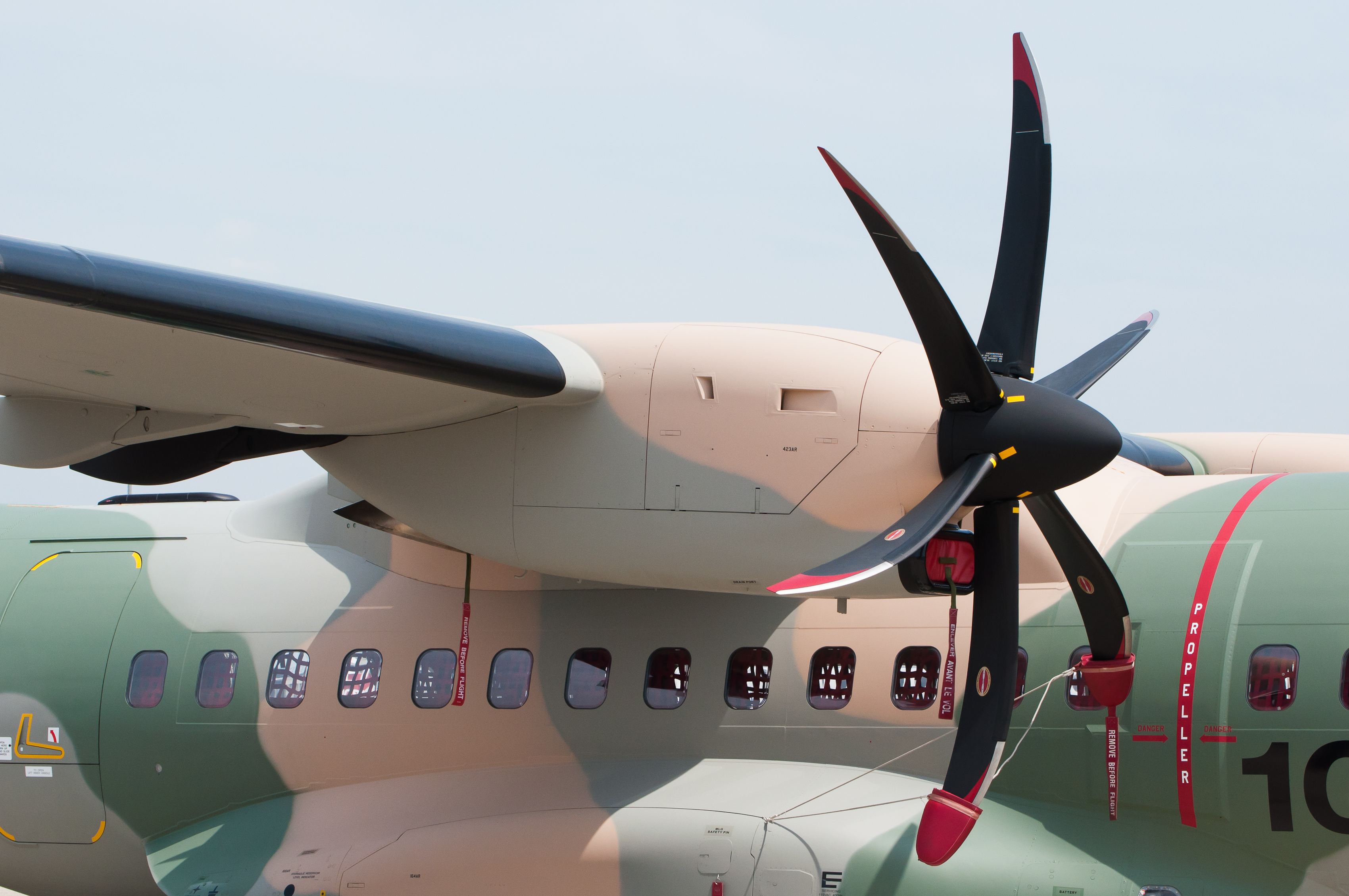
Barquilla del motor Pratt & Whitney Canada PW127G y hélice Hamilton Sundstrand HS-568F-5.

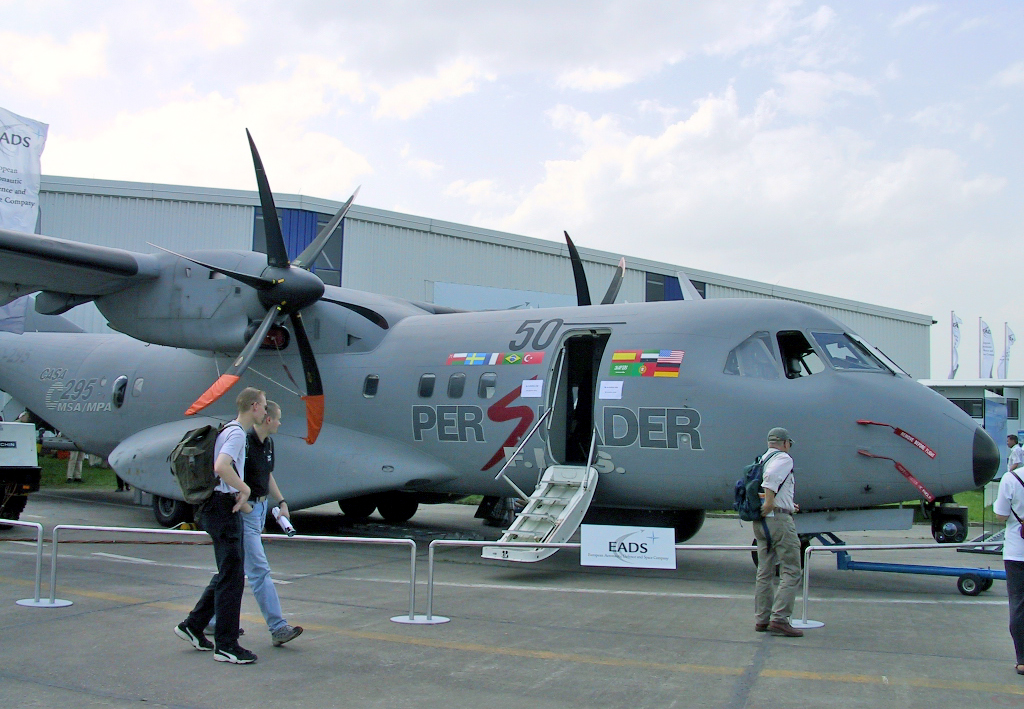
El prototipo de la versión Persuader de patrulla marítima en la Exhibición Aeroespacial Internacional (ILA) de 2002.

También se construyó un segundo ejemplar para pruebas, el Ciudad de Sevilla, matriculado EC-296 y con número de serie S-001, siendo los pilotos de pruebas Alejandro Madurga y José Murga los que tomaron los controles en su primer vuelo el 22 de diciembre de 1998. Ese aparato fue usado principalmente para la evaluación de los sistemas y su certificación, y hasta diciembre de 1999 completó 515 horas en 232 vuelos. A diferencia del primer prototipo, este ya no era un CN-235 modificado, sino el primer ejemplar del C-295 estándar de producción. Una de las diferencias visibles con el anterior fue la inclusión de una segunda rueda en el tren de aterrizaje delantero, característica que llevarían luego los aviones de serie y que se incorporaría también a posteriori al primer prototipo. Tras la fase de pruebas, este aparato se empleó en los años siguientes para demostraciones a clientes potenciales de la versión de transporte, entre ellos la Fuerza Aérea y el Ejército de los Estados Unidos en el concurso JCA (Joint Cargo Aircraft).
CASA obtuvo el primer pedido por parte del Ejército del Aire de España, que recibió el primer avión en diciembre de 2000, aunque la ceremonia de entrega no se celebraría hasta noviembre de 2001, puesto que se quería aprovechar también para celebrar las 75 000 horas de vuelo del CN-235.
El ensamblaje del C-295 se lleva a cabo en la planta de ensamblaje final FAL (Final Assembly Line) que EADS CASA tiene en el Aeropuerto de Sevilla-San Pablo.

## Diseño

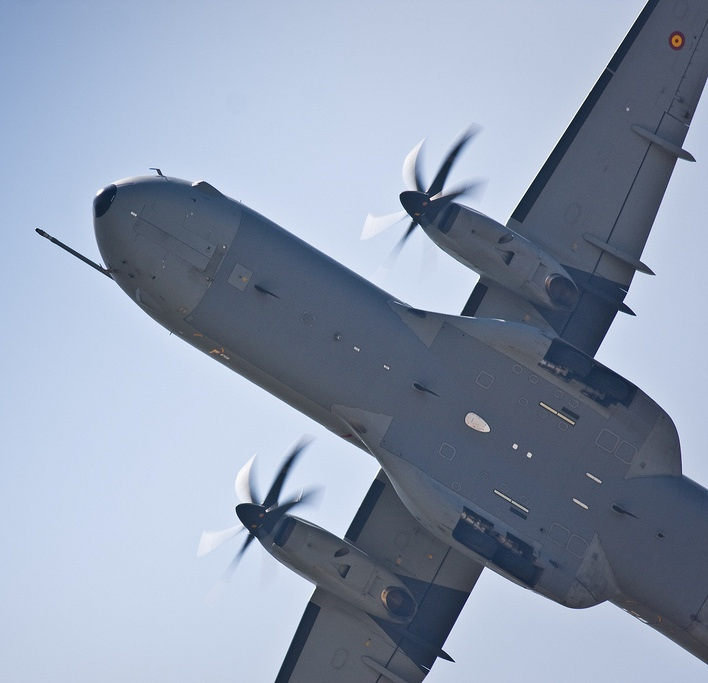
Un CASA C-295M del Ejército del Aire de España equipado en la parte frontal con una sonda para reabastecimiento en vuelo.

El C-295 está equipado con una aviónica a bordo que comprende un panel de instrumentos de vuelo electrónicos y un sistema de gestión de vuelo que permite la navegación táctica, la planificación y la integración de señales transmitidas por varios detectores. La longitud de la bodega de carga se ha aumentado en tres metros con respecto al CN-235, por lo que cuenta con unas dimensiones de 12,69 × 1,90 × 2,70 m, que le permiten transportar hasta 71 soldados (más cuatro opcionales), 24 camillas para evacuación de heridos (más tres opcionales) junto con entre cinco y siete asistentes médicos, cinco plataformas estándar de 108" × 88" (una de ellas en la rampa) o 10 de 88" x 54", tres motores de avión tipo EJ200 o tres vehículos ligeros tipo Land Rover. Por otro lado, ha sido diseñado para operar en terrenos no preparados, con espacio reducido para maniobrar y sin infraestructuras de apoyo en tierra. A este respecto, puede operar pesadamente cargado sobre terrenos blandos sin dejarlos inutilizados, tiene capacidad de autorreversa y puede girar 180° en pistas de tan solo 12 metros de ancho. También puede ser repostado en vuelo si se le instala una sonda diseñada para tal fin, característica hasta ahora solo seleccionada por el Ejército del Aire de España y la Fuerza Aérea Finlandesa.

### Motores
Los motores son dos turbohélices Pratt & Whitney Canada PW127G de diseño modular para lograr un fácil acceso y un mantenimiento reducido, consiguiendo de manera regular acumular 10 000 horas de vuelo sin tener que pasar por taller, además de tener un bajo consumo de combustible, 1200 libras por hora de vuelo. Su potencia es de 2645 HP (1972 kW, 2682 CV) cada uno. Las hélices, con seis palas en forma de cimitarra, de materiales compuestos y de 3,89 metros de diámetro, son unas HS-568F-5 de Hamilton Standard, compañía fusionada con Sundstrand Corporation en 1999 y ahora llamada Hamilton Sundstrand.

### Tren de aterrizaje
El aparato cuenta con un tren de aterrizaje retráctil en configuración triciclo diseñado por la compañía francesa Messier-Dowty, que permite operar el avión desde pistas de aterrizaje semipreparadas, por debajo de la clase CBR-2. El tren de aterrizaje principal, con dos ruedas en tándem a cada lado, está instalado en sendos carenados laterales en la parte inferior del fuselaje. Y la doble rueda de dirección frontal, situada debajo de la cabina de vuelo, se alberga en el propio fuselaje. Está equipado con suspensión basculante, amortiguadores oleoneumáticos, frenos de disco diferenciales hidráulicos Dunlop y sistema antiderrape.

### Sistemas

#### Aviónica

Frontal de los C-295M portugueses (abajo) comparado con el del resto de los C-295M.

El C-295 tiene controles dobles para piloto y copiloto. Está equipado con un avanzado sistema integrado de aviónica HIAS (siglas en inglés de Highly Integrated Avionics System) basado en el sistema Topdeck totalmente digital de la compañía Sextant Avionique (cuyo nombre cambió a Thales Avionics en 2001). Concretamente es la división Thales Canada la responsable de su desarrollo y fabricación, en su planta de Montreal, Quebec. Las pantallas, que incluyen cuatro LCD de 6” × 8” (152 mm × 203 mm) en color, son compatibles con el uso de gafas de visión nocturna. Al usar tecnología dual civil/militar también puede operarse según las normas civiles en vigor. También se pueden instalar opcionalmente dos HUD. El avión posee un Sistema Integrado de Datos de Motor y Avisos o IEDS (siglas en inglés de Integrated Engine Data System), el cual gestiona los parámetros de la planta motriz y combustible y puede presentar los fallos en dos pantallas LCD, además de información y monitorización del estado de los motores, lo que aumenta su vida operativa. El radar meteorológico en color es un Honeywell RDR-1400C, aunque los ejemplares portugueses llevan en su lugar un Northrop Grumman AN/APN-241 (el mismo que montan los C-130J Super Hercules), en un radomo más abultado.

#### Sistema FITS
Aparte de esos sistemas, la versión de patrulla marítima C-295 Persuader está equipada con el sistema táctico aerotransportado CASA FITS (siglas en inglés de Fully Integrated Tactical System) que le permite desarrollar múltiples misiones de patrulla:
| Civiles                                                                                         | Militares |
| ----------------------------------------------------------------------------------------------- | --- |
| - Control de la zona económica exclusiva (EEZ) - Búsqueda y rescate (SAR) - Vigilancia marítima | - Guerra antisubmarina (ASW) - Guerra antisuperficie (ASuW) - Inteligencia de señales (SIGINT) - Alerta aérea temprana (AEW) |

#### Radar de alerta temprana

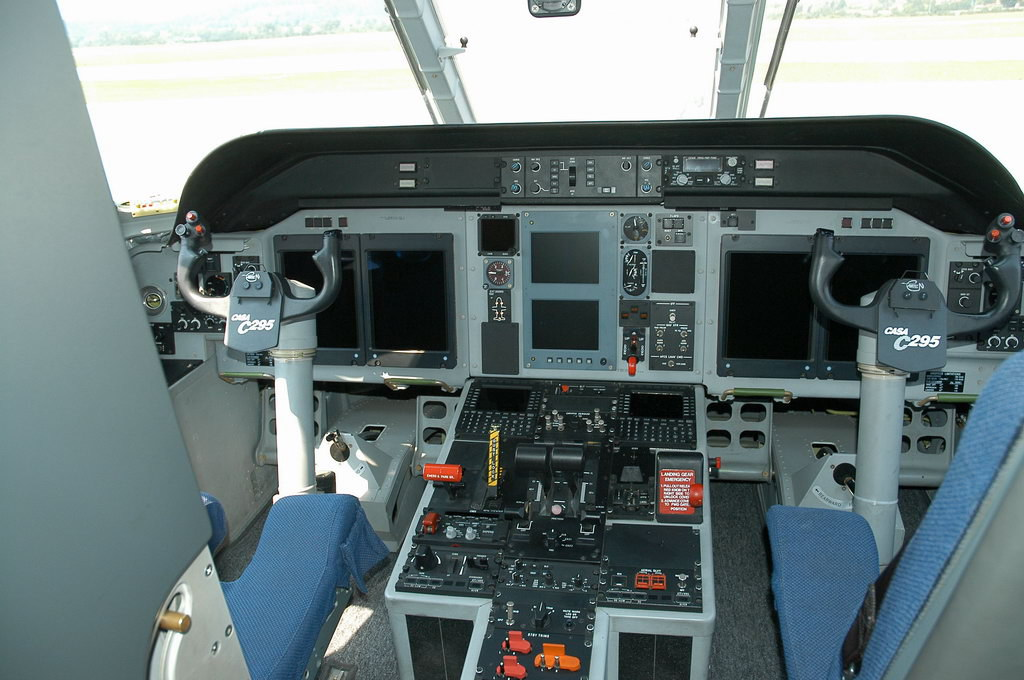
Cabina de vuelo de un C-295M polaco.

En septiembre del 2008, la compañía sueca Saab presentó un proyecto en el que ofrecía la posibilidad de instalar en el C-295 su sistema aéreo de alerta temprana y control  denominado Erieye, que consiste en un radar que proporciona una cobertura de 360 grados con un alcance instrumental de 450 km, o de 350 km en el caso de entornos de guerra electrónica hostil. Este sistema ya ha sido instalado en aviones similares como los turbohélices suecos Saab 340 y Saab 2000, o el reactor brasileño Embraer R-99.
La compañía indicó en aquel momento que evaluaría la posible puesta en producción del sistema, según el interés de los potenciales clientes, entre los que se encontraba Polonia. Tras superar la fase de viabilidad, en junio de 2011 el demostrador de esta versión ha iniciado los vuelos de prueba, aunque finalmente no llevará el sistema de Saab, sino un radar activo de barrido electrónico (AESA) EL/M-2075 Phalcon fabricado por ELTA (filial de Israel Aerospace Industries, IAI).

### Contramedidas
El C-295 dispone de un sistema de identificación amigo-enemigo IFF (siglas en inglés de Identification Friend or Foe) y puede estar equipado con los siguientes sistemas de autoprotección contra ataques realizados por misiles:
- Dispensadores de señuelos BAE Systems AN/ALE-47. Este sistema incluye lanzadores de bengalas contra sistemas de seguimiento por infrarrojos, y lanzadores de dipolos antirradar o chaff.
- Alertador de radar RWR (Radar Warning Receiver) Indra ALR-300V2B.

También dispone de un blindaje para proteger a la tripulación de ataques desde el suelo con armas ligeras en operaciones en un escenario potencialmente hostil.

### Simulador
El simulador de vuelo del avión (con certificado de nivel C de la FAA) ha sido desarrollado por la compañía canadiense CAE (a diferencia del simulador del CN-235, del que se encargó inicialmente Indra Sistemas y que fue posteriormente actualizado por el Departamento de Simulación de EADS CASA con la asistencia de GMV), habiéndose pedido cuatro, uno para la Fuerza Aérea Brasileña, otro para la Fuerza Aérea de Polonia, otro para el centro de formación en Sevilla de la propia EADS CASA, por un importe total de 22 millones de US$ (18,1 millones de €), y otro para la Real Fuerza Aérea de Omán. Además están en desarrollo un segundo simulador para el centro de Sevilla y otro para la Real Fuerza Aérea Canadiense.

## Componentes del C-295 Armed
Referencias: ausairpower.net, aviationtoday.com, performanceaccel.honeywell.com, EADS 13-5-9, eads c-295, eads c-295 esp, folleto airbus.com,
Leyenda:  Alemania -  Canadá -  España -  Estados Unidos -  Francia -  Turquía

### Electrónica
| Sistema                                | País                      | Fabricante                         | Notas                    |
| -------------------------------------- | ------------------------- | ---------------------------------- | ------------------------ |
| Redes de datos                         |                           |                                    | MIL-STD-1553B, ARINC 429 |
| ACAS II                                | Bandera de Estados Unidos | Honeywell                          | MILACAS XR               |
| Sistema integrado de aviónica (opción) | Bandera de Francia        | Sextant Avionique                  | TopDeck                  |
| Sistema integrado de aviónica (opción) | Bandera de Estados Unidos | Rockwell Collins                   | Pro Line Fusion          |
| Torre orientable electro-óptica        | Bandera de España         | Escribano Mechanical & Engineering | Door Gun System          |

### Armamento

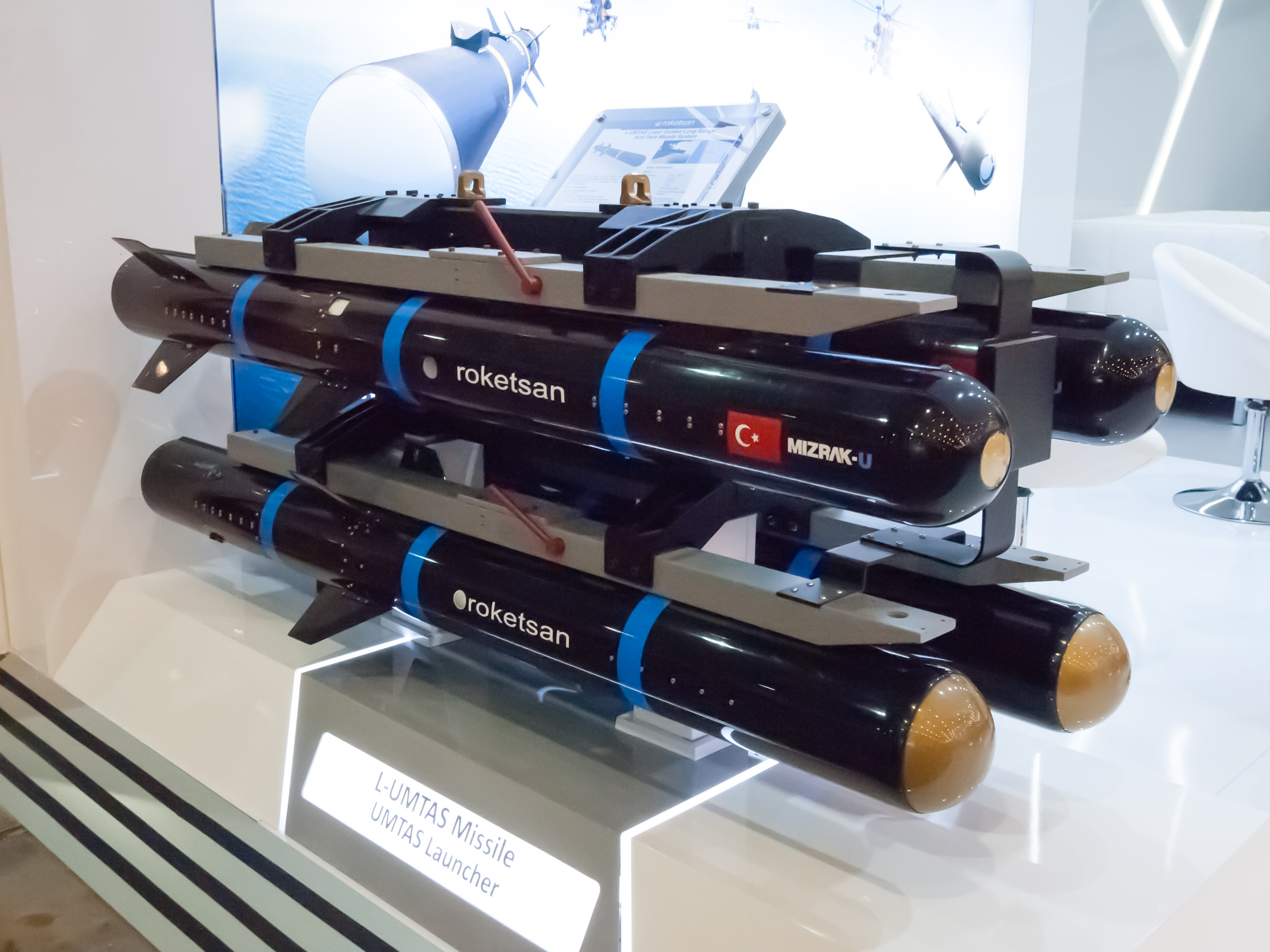
L-UMTAS (arriba)

| Sistema                                                 | País                | Fabricante  | Notas                                  |
| ------------------------------------------------------- | ------------------- | ----------- | -------------------------------------- |
| Cañón                                                   | Bandera de Alemania | Rheinmetall | Mauser BK 27 de 27 mm                  |
| Cohete aire-tierra CAT-70 de 70 mm                      | Bandera de España   | Expal       | Empresa española vendida a Rheinmetall |
| Cohete guiado por láser aire-tierra Cirit de 70 mm      | Bandera de Turquía  | Roketsan    |                                        |
| Kit de guiado láser TEBER-82 para bombas de caída libre | Bandera de Turquía  | Roketsan    |                                        |
| Misil antitanque guiado por láser L-UMTAS               | Bandera de Turquía  | Roketsan    |                                        |
| Bomba Mark 82                                           | Bandera de España   | Expal       | Empresa española vendida a Rheinmetall |

### Propulsión
| Sistema | País              | Fabricante             | Notas      |
| ------- | ----------------- | ---------------------- | ---------- |
| Motor   | Bandera de Canadá | Pratt & Whitney Canada | 2 × PW127G |

## Variantes
Existen hasta el momento las versiones C-295M/W de transporte militar, el C-295 Persuader de patrulla marítima, alerta temprana aerotransportada y control (AEW&C), equipada con un radar activo de barrido electrónico EL/M-2075; apagafuegos, cuyas pruebas comenzaron en octubre de 2013; cañonero AC-295 (en junio de 2014, Jordania anunció la conversión de uno de sus aparatos C-295M a esta nueva versión), e inteligencia, vigilancia y reconocimiento (ISR) armado, de la que se han entregado algunos ejemplares a un cliente por ahora no desvelado. También está en desarrollo una versión de inteligencia de señales (SIGINT).

### C-295M

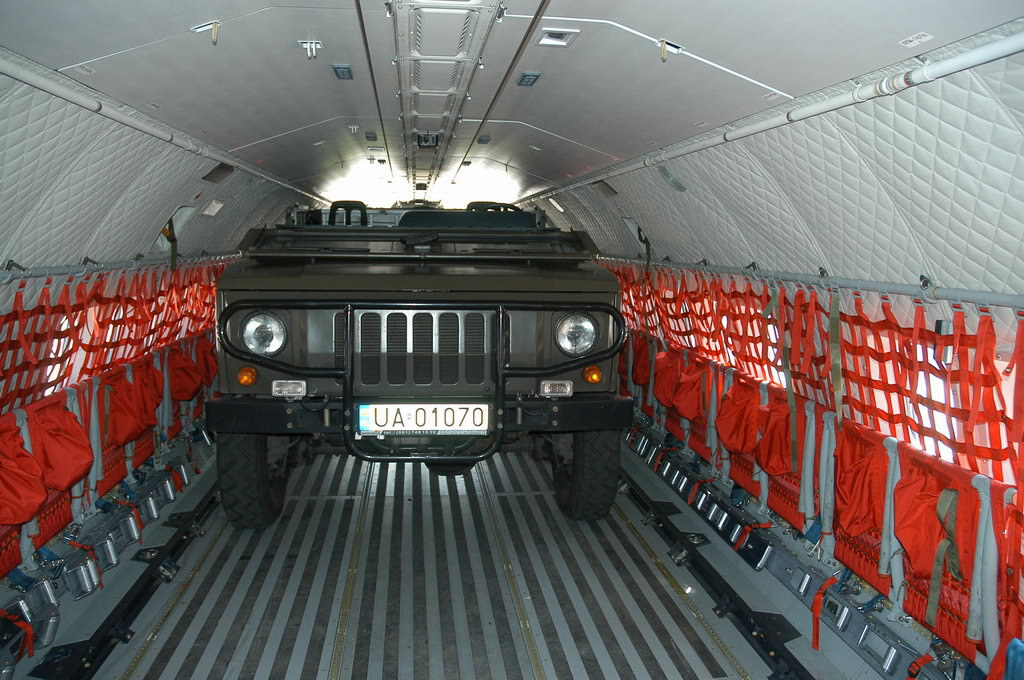
Todoterreno DZT Honker del Ejército de Polonia transportado en la cabina de carga de un C-295M de la Fuerza Aérea.

La versión de transporte militar del avión, denominada C-295M, puede desempeñar las siguientes misiones:
- Transporte de tropas: con 70 asientos frontales más cuatro opcionales, además del asistente de saltos. Si usa una configuración con asientos del estilo de los de las líneas aéreas puede llevar hasta 51 pasajeros.[33][6]

- Transporte de carga: con capacidad para cinco palés de carga de medidas estándar MIL STD 88" × 108" 463L, uno de ellos en rampa, o 10 de 88" × 54".[33] Tipos de entrega aérea HAD y LAPES.
- Transporte de vehículos: con capacidad para tres vehículos ligeros tipo Land Rover.
- Transporte de motores: con capacidad para tres motores de avión de combate (EJ200).
- Evacuación médica: con capacidad para 21 camillas más tres opcionales y de cinco a siete asistentes médicos.

El C-295M en poco tiempo puede ser preparado para cualquiera de esas misiones gracias a los correspondientes kits de transformación.

### C-295 Persuader

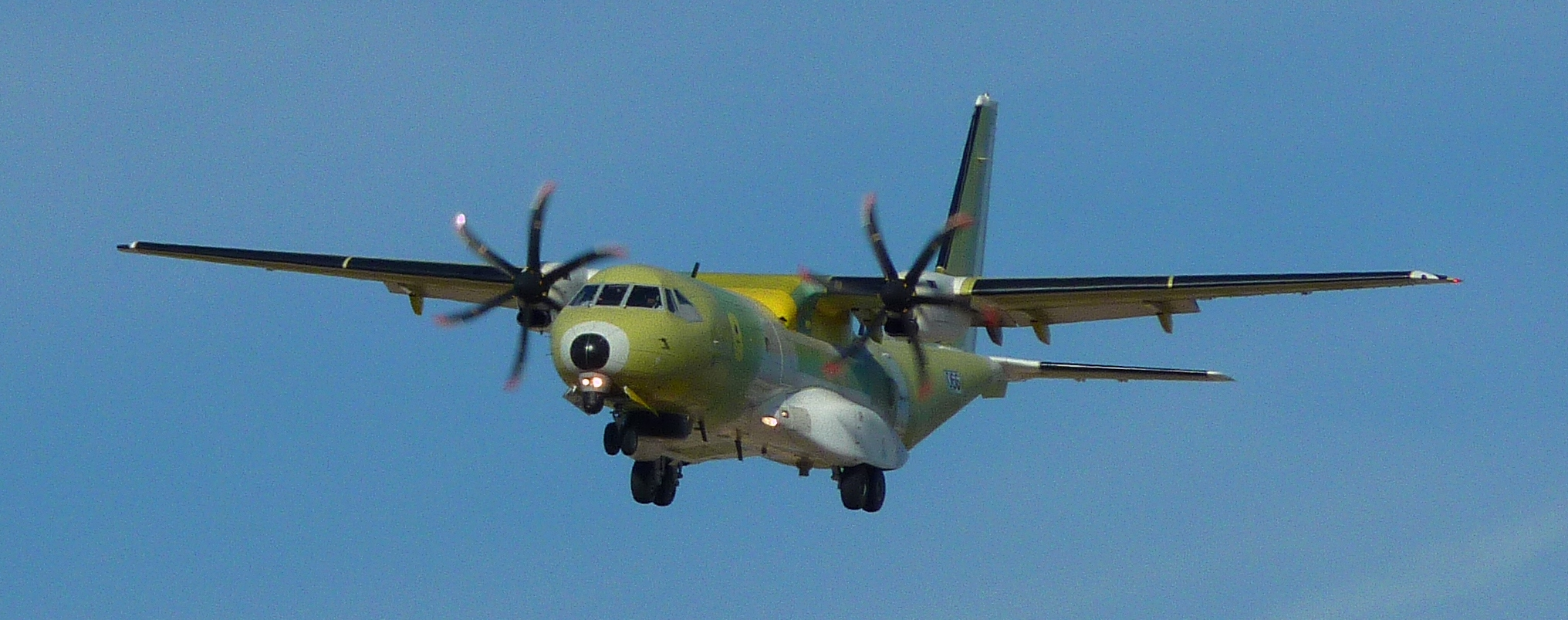
Un C-295MPA Persuader de la Armada de Chile disponiéndose a aterrizar tras un vuelo de prueba.

La versión de patrulla marítima, conocida como C-295 Persuader, recibe distintas designaciones dependiendo de que el tipo de misiones que desempeña sean civiles o militares:
- C-295 MSA/MPA (Maritime Surveillance Aircraft/Maritime Patrol Aircraft, en español: Avión de vigilancia marítima/Avión de patrulla marítima). C-295 equipado con el Sistema FITS para patrulla marítima.

- C-295 ASW/ASuW (Anti-Submarine Warfare/Anti-Surface Warfare, en español: Guerra antisubmarina/Guerra antisuperficie). C-295 equipado con el Sistema FITS, sistema de armamento en seis estaciones subalares y equipo de autoprotección que había sido seleccionado por la Marina de los Emiratos Árabes Unidos como avión de guerra antisubmarina para su programa Shaheen I, pero que finalmente no fue adqurido.[21][38] Sí lo compró en cambio la Armada de Chile, dos unidades que van equipadas con detector de anomalías magnéticas.

### C-295 AEW

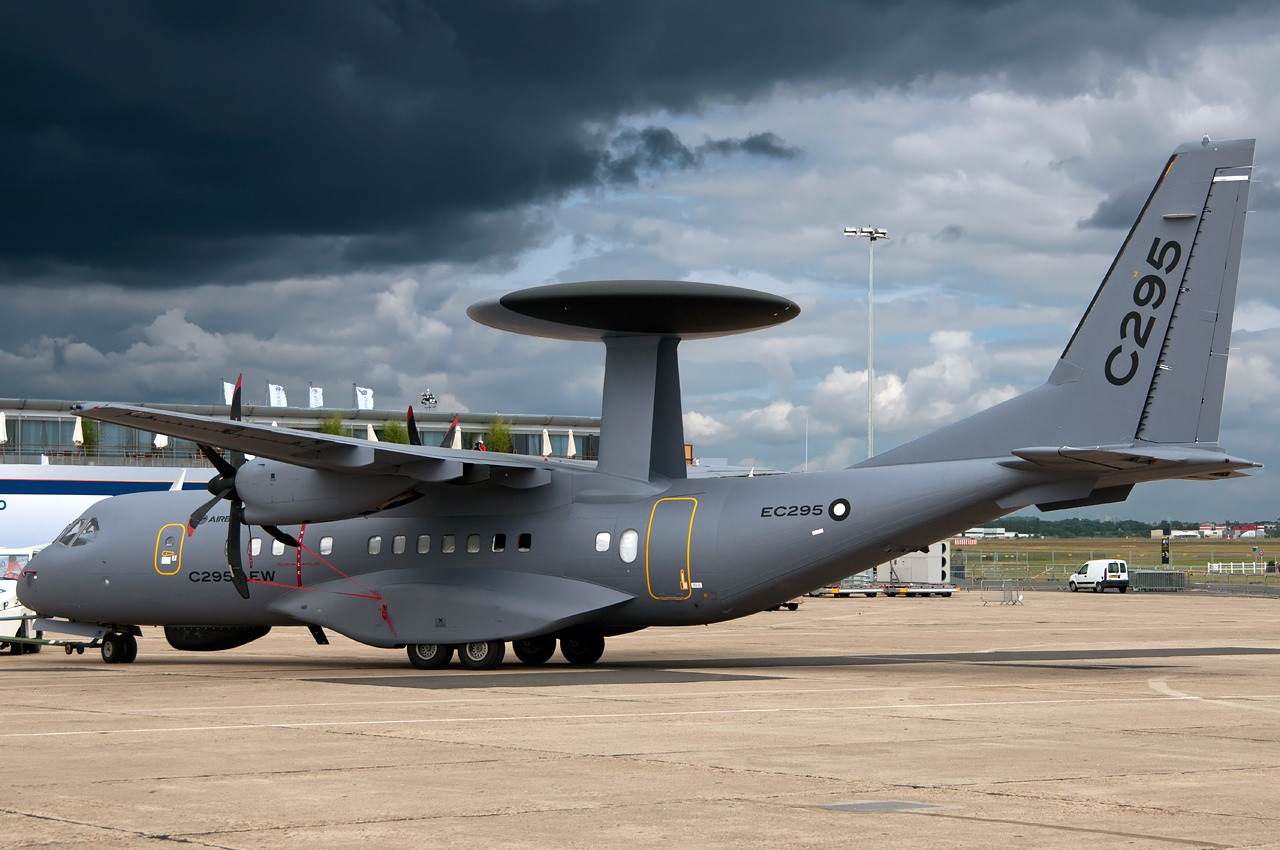
Prototipo del C-295 AEW.

Tras superar la fase de evaluación de viabilidad, en la que se ha integrado en un ejemplar de demostración el rotódomo (radar giratorio de grandes dimensiones (seis metros de diámetro) situado sobre el fuselaje), se le han hecho las modificaciones necesarias en sus sistemas y se le ha sometido a las pruebas de túnel de viento, el 7 de junio de 2011 comenzó sus vuelos de prueba, con una duración de unos tres meses, esta nueva versión del C-295, dedicada a la alerta temprana aerotransportada y control (AEW&C). Desarrollada y comercializada conjuntamente con Israel Aerospace Industries (IAI), llevará un radar activo de barrido electrónico EL/M-2075 Phalcon de cuarta generación de giro rápido fabricado por la filial de esta última ELTA Systems, que incorpora también un sistema identificador amigo-enemigo (IFF). Puede portar además equipos de inteligencia electrónica (ELINT), inteligencia de comunicaciones (COMINT), sistemas de autoprotección, equipos de mando y control, enlaces vía satélite y sistemas de comunicaciones que comprenden enlaces de datos para integrarse en operaciones basadas en el uso de redes (NCO). Proporcionará una cobertura de alta calidad con capacidad de generar en tiempo real una perspectiva integrada en tres dimensiones de la situación aérea y de superficie, tanto terrestre como marítima, así como un orden de batalla electrónico. El radar tiene dos modos de funcionamiento, rotativo, proporcionando una cobertura de 360 grados, y estacionario, concentrando la búsqueda en un sector de 120 grados, pero con mayor alcance. Los datos de los distintos sensores serán procesados por el sistema FITS. Pretende posicionarse en el mercado como una solución de tamaño medio de gran eficiencia pero de coste relativamente asequible, para misiones tanto de defensa antiaérea como de seguridad del territorio.

### C-295W
La compañía ha desarrollado una variante dotada de dispositivos de punta alar (winglets), que le permite mejorar sus prestaciones en las fases de despegue, ascenso y vuelo de crucero, al aumentar la relación sustentación-resistencia. Ello se traduce en unas mejores actuaciones en pistas situadas en lugares cálidos y/o a elevada altitud, mayor alcance y autonomía de vuelo y una reducción en los costes de operación gracias a un menor consumo de combustible. En concreto, combinados con mejoras en los motores, se espera que aumenten el alcance en 320 kilómetros y la autonomía en 30 minutos. El primer vuelo de prueba tuvo lugar en Sevilla el 21 de diciembre de 2012, y su introducción en el mercado fue anunciada para el último trimestre de 2014.

### C-295 ISR
Versión de inteligencia, vigilancia y reconocimiento (ISR, Intelligence Surveillance & Reconnaissance) armado. Puede dotársele de ametralladoras, cañones automáticos de pequeño calibre, lanzacohetes, bombas guiadas por láser y misiles contracarro. Hasta ahora se han entregado algunos aviones a Arabia Saudí, equipados con ametralladoras de 12,7 mm montadas en las puertas laterales para paracaidistas.

### TX C-295

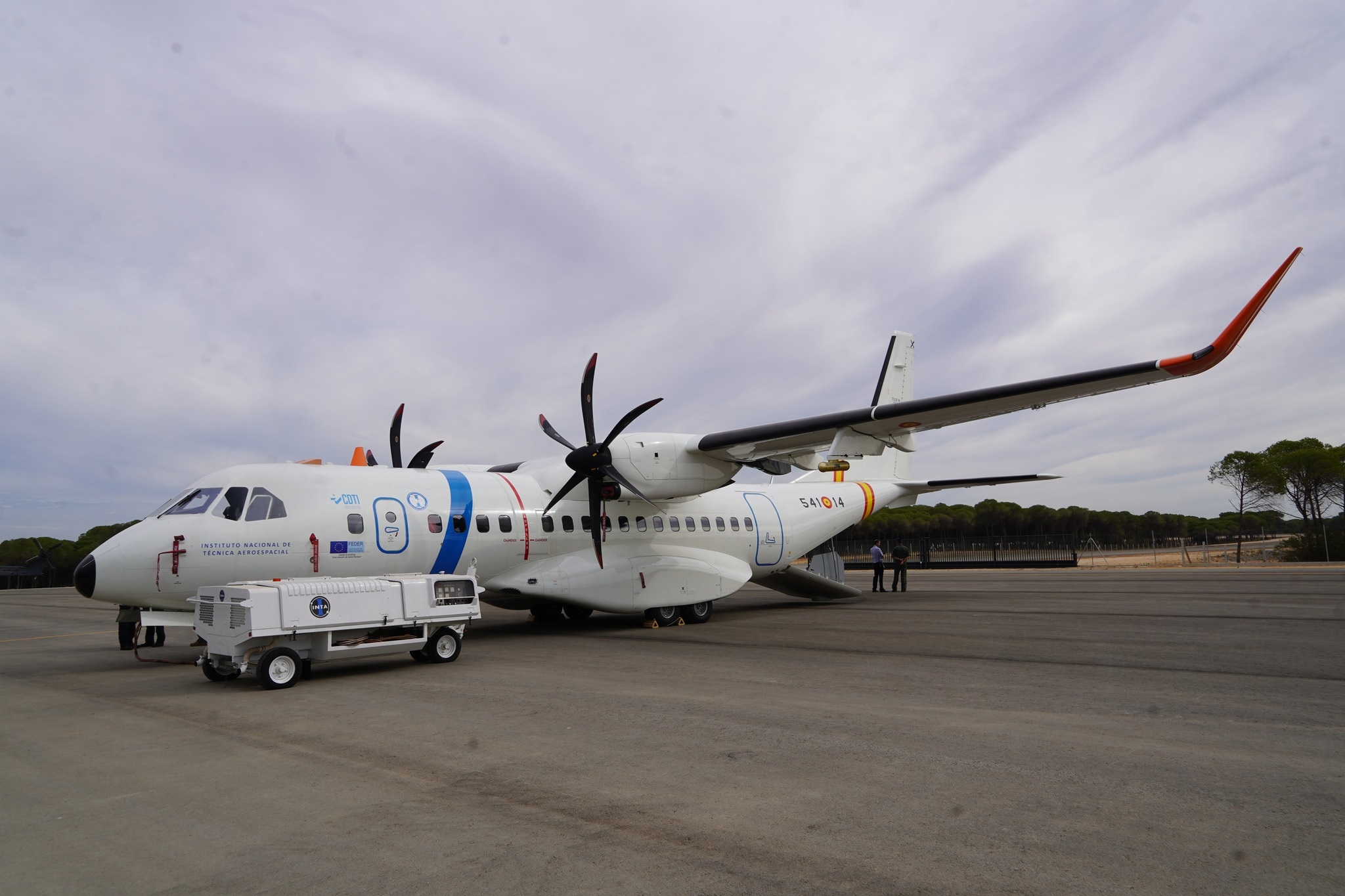
TX C-295 en la inauguración del CEUS.

Versión para investigación, fabricada en el año 2024, para el Centro para Ensayos, Entrenamiento y Montaje de Aeronaves no Tripuladas (CEUS) del INTA. Desarrolla funciones de ensayos en vuelo de equipos y sistemas aeronáuticos, investigación atmosférica, toma de datos de teledetección, pruebas para el desarrollo, adiestramiento y formación de tripulaciones, tanto de vuelo como científicas, y calificación de nueva instrumentación científica. Opera bajo la matrícula TX.21-14 10285.

## Operadores
El modelo de transporte C-295M es el que ha recibido un mayor número de pedidos, aunque la versión Persuader de patrulla marítima también ha sido adquirida por varios clientes. Hasta el momento se han vendido 278 aviones a un total de 35 usuarios. Diez de ellos además han efectuado pedidos adicionales, lo que testimonia el buen rendimiento del modelo.
La única venta en el sector civil ha sido a la compañía canadiense Stellwagen, que en junio de 2017 firmó un contrato por doce aviones con opción a otros tantos. Las aeronaves irán destinadas a su arrendamiento a compañías de transporte y organismos gubernamentales.

### Militares y gubernamentales
| País usuario           | 1.ª adquisición | 1.ª entrega | N.º de C-295M/W | N.º de C-295 Persuader | Total |
| ---------------------- | --------------- | ----------- | --------------- | ---------------------- | ----- |
| Angola                 | 2022            | 2024        | 1               | 2                      | 3     |
| Arabia Saudita         | 2015            |             | 4               | 0                      | 4     |
| Argelia                | 2004            | 2005        | 6               | 0                      | 6     |
| Bangladés              | 2016            | 2017        | 1               | 0                      | 1     |
| Brasil                 | 2005            | 2006        | 12              | 3                      | 15    |
| Brunéi                 | 2022            | 2024        | 4               | 0                      | 4     |
| Burkina Faso           | 2019            |             | 1               | 0                      | 1     |
| Canadá                 | 2016            | 2020        | 0               | 16                     | 16    |
| Chile                  | 2007            | 2010        | 0               | 3                      | 3     |
| Colombia               | 2008            | 2008        | 6               | 0                      | 6     |
| Costa de Marfil        | 2019            | 2019        | 1               | 0                      | 1     |
| Ecuador                | 2014            | 2014        | 3               | 0                      | 3     |
| Egipto                 | 2010            | 2011        | 24              | 0                      | 24    |
| Emiratos Árabes Unidos | 2017            | 2018        | 5               | 0                      | 5     |
| España                 | 2000            | 2000        | 14              | 16                     | 30    |
| Filipinas              | 2014            | 2015        | 7               | 0                      | 7     |
| Finlandia              | 2006            | 2007        | 3               | 0                      | 3     |
| Gabón                  | 2023            |             | 1               | 0                      | 1     |
| Ghana                  | 2011            | 2012        | 4               | 0                      | 4     |
| Guinea Ecuatorial      | 2016            | 2016        | 1               | 1                      | 2     |
| India                  | 2021            | 2023        | 56              | 0                      | 56    |
| Indonesia              | 2011            | 2012        | 9               | 0                      | 9     |
| Irlanda                | 2019            | 2023        | 0               | 2                      | 2     |
| Jordania               | 2003            | 2003        | 2               | 0                      | 2     |
| Kazajistán             | 2012            | 2013        | 10              | 0                      | 10    |
| Mali                   | 2016            | 2016        | 2               | 0                      | 2     |
| México                 | 2009            | 2009        | 14              | 0                      | 14    |
| Mozambique             |                 | 2025        | 1               | 0                      | 1     |
| Omán                   | 2012            | 2013        | 4               | 4                      | 8     |
| Polonia                | 2001            | 2003        | 17              | 0                      | 17    |
| Portugal               | 2006            | 2008        | 7               | 5                      | 12    |
| República Checa        | 2008            | 2010        | 6               | 0                      | 6     |
| Senegal                |                 | 2022        | 2               | 0                      | 2     |
| Serbia                 | 2022            | 2023        | 2               | 0                      | 2     |
| Tailandia              |                 | 2016        | 2               | 0                      | 2     |
| Uzbekistán             | 2015            |             | 4               | 0                      | 4     |
| Vietnam                | 2013            | 2014        | 3               | 0                      | 3     |

 Angola

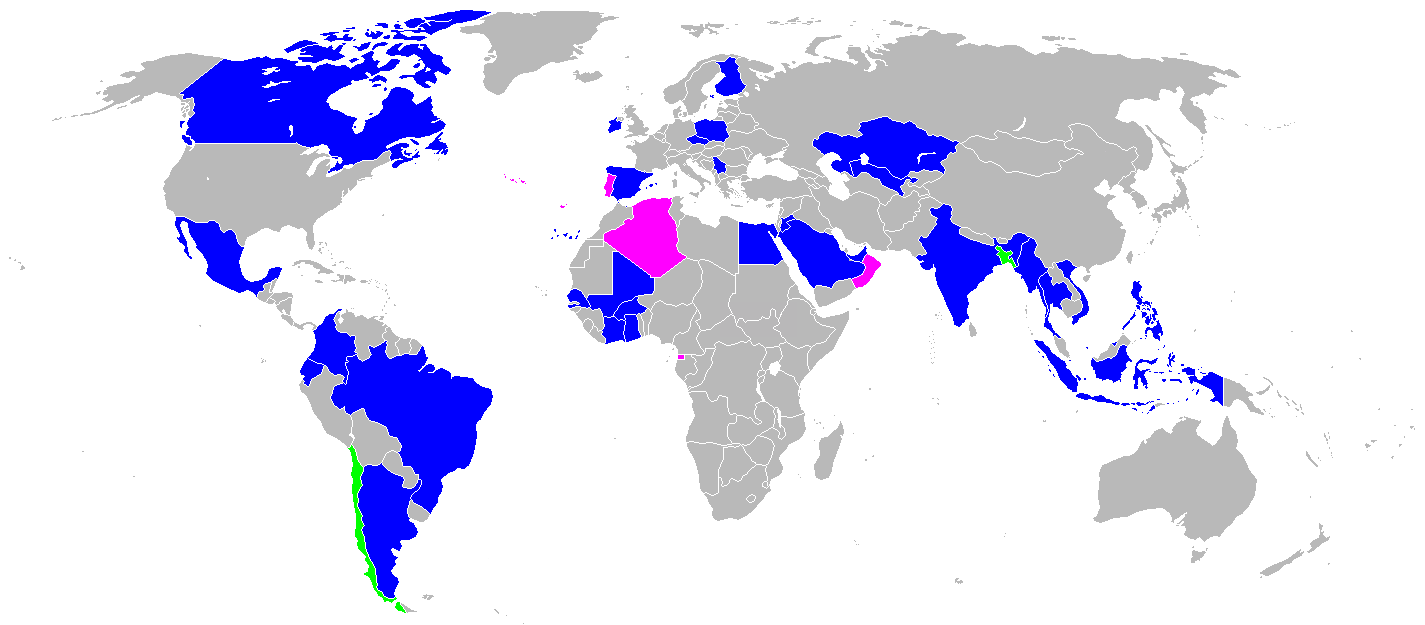
Usuarios del CASA C-295:
Países que han adquirido la versión C-295M/W.
Países que han adquirido la versión C-295 Persuader.
Países que han adquirido ambas versiones.

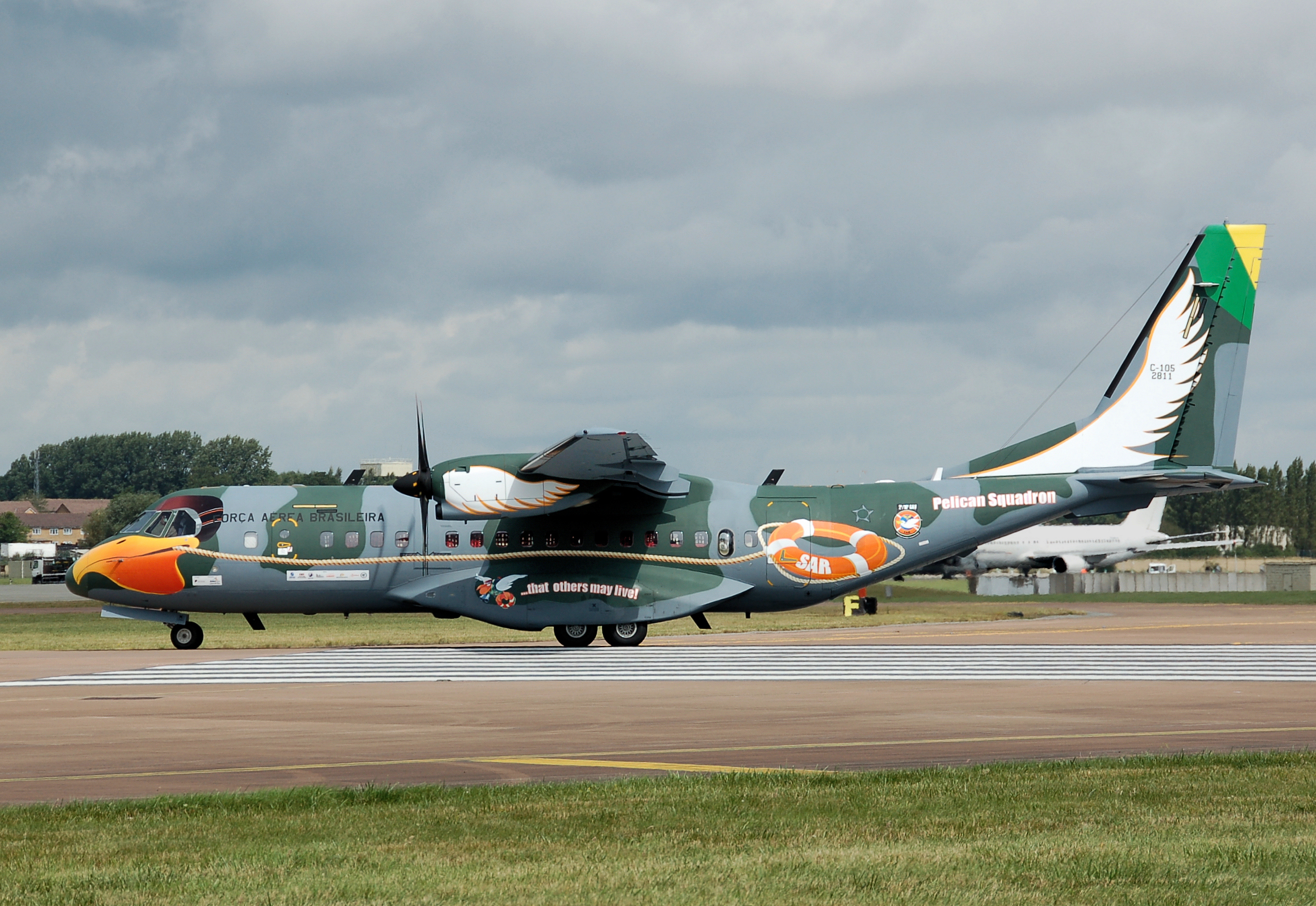
Un C-295M de la Fuerza Aérea Brasileña con un diseño de pintura especial durante la exhibición RIAT de 2009.

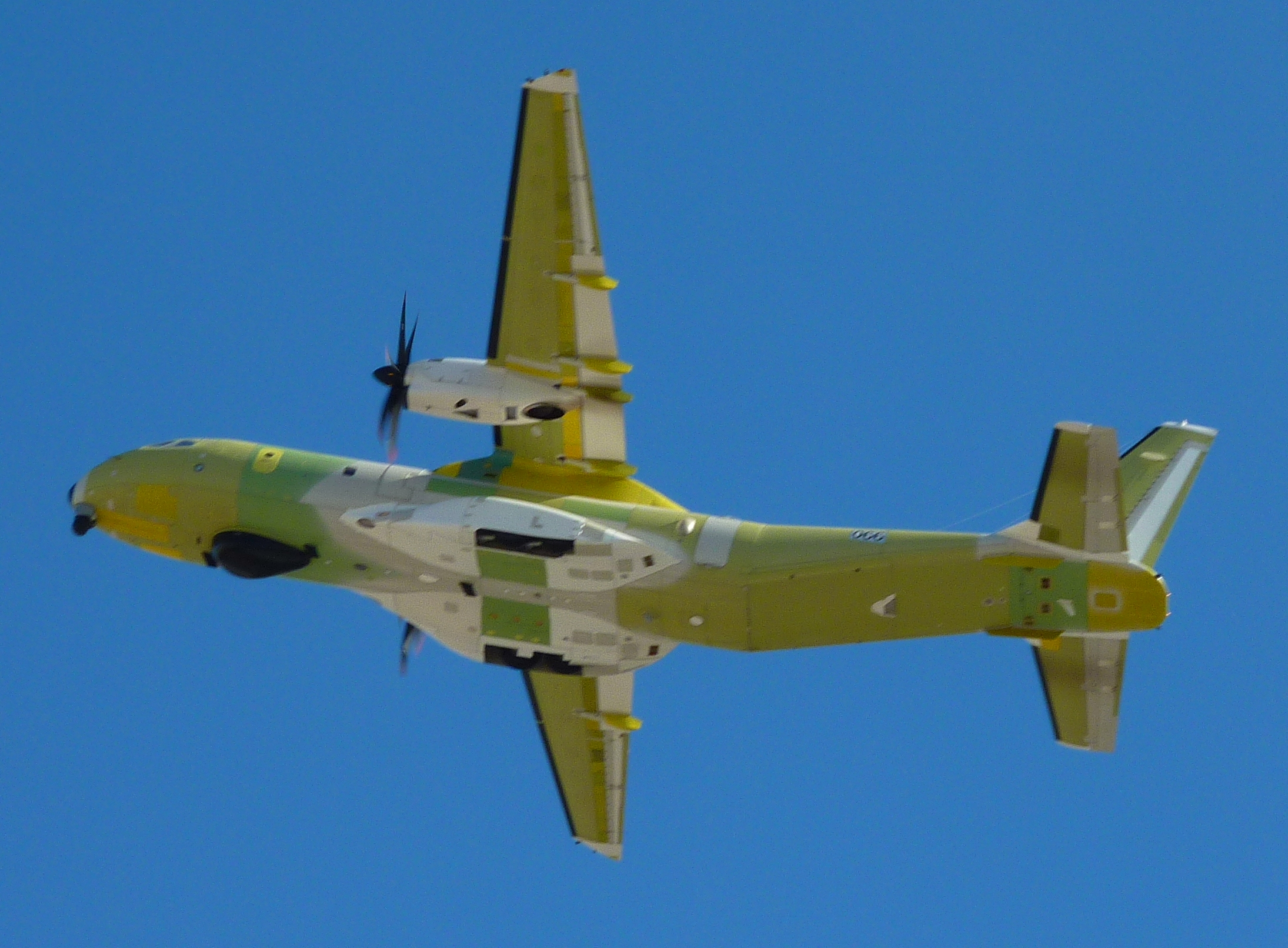
C-295MPA Persuader de la Armada de Chile aún con la imprimación durante un vuelo de prueba previo a su entrega.

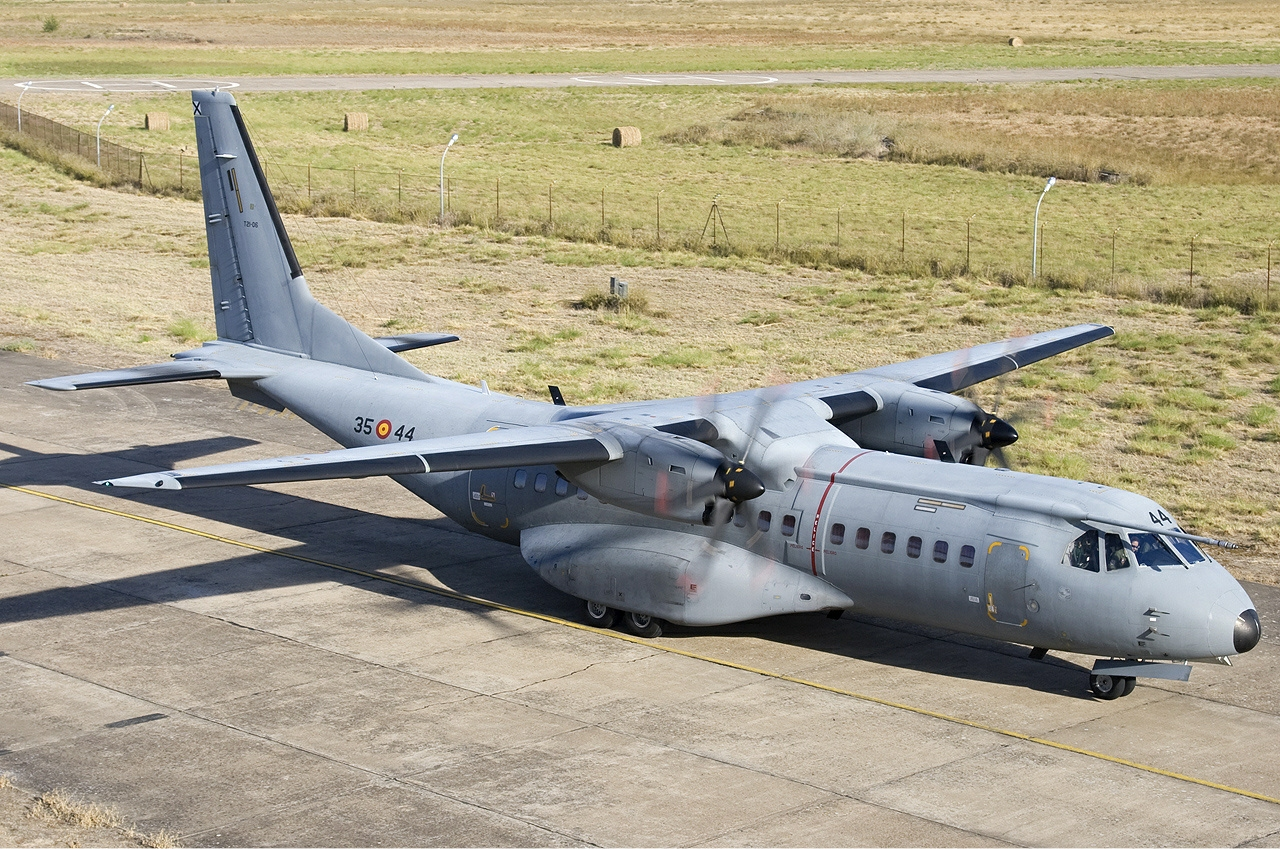
Un C-295M del Ejército del Aire de España en la Base Aérea de Talavera la Real, Badajoz.

- La Fuerza Aérea Nacional de Angola encargó en 2022 tres C-295, uno de transporte y el resto de vigilancia marítima (MSA), estos últimos equipados con el sistema FITS.[49]

 Arabia Saudita
- El Ministerio del Interior de Arabia Saudí adquirió en 2015 cuatro aviones C-295W tras una licitación abierta.[50]

 Argelia
- La Fuerza Aérea Argelina firmó un contrato por seis aviones de transporte C-295M (dos en versión VIP) por unos 150 millones de euros en el año 2004,[51] además de cuatro C-295 Persuader de patrulla marítima.[52] El país comenzó a recibir los ejemplares de transporte en el año 2005.[53] Sin embargo, la adquisición de los Persuader no llegó a materializarse.[54]

 Bangladés
- El Ejército de Bangladés adquirió en 2016 un C-295W, que recibirá en la segunda mitad de 2017.[55]

 Brasil
- La Fuerza Aérea Brasileña compró 12 aviones C-295M de transporte militar, designados localmente C-105A Amazonas,[56] por 238 millones de euros en abril de 2005 para reemplazar a sus aviones de transporte de Havilland Canada DHC-5D Buffalo y servir de apoyo a los C-130 Hércules.[57][58] El primero de ellos fue entregado el 16 de octubre de 2006 en una ceremonia celebrada en Sevilla.[59] Dados los buenos resultados obtenidos en el uso del modelo, la FAB tenía intención de encargar ocho aviones más en 2009,[60] de ellos cuatro C-295 Persuader MSA/MPA para misiones SAR.[61] Por el momento ha firmado un pedido en firme por tres ejemplares SAR en 2014, con entregas a partir de finales de ese mismo año.[62]

 Brunéi
- La Real Fuerza Aérea de Brunéi encargó en diciembre de 2022 cuatro C295W, con los que sustituirá a su único CN-235-110M. Los dos primeros efectuaron su vuelo de entrega al país asiático en enero de 2024.[63]

 Burkina Faso
- Fuerza Aérea de Burkina Faso: un único C295W, adquirido en 2019.[64]

 Canadá
- La Real Fuerza Aérea Canadiense seleccionó en diciembre de 2016 el C295FWSAR (Fixed-Wing Search and Rescue) para renovar su flota de aviones de búsqueda y salvamento. El primero de los dieciséis aviones, una versión modificada para las misiones SAR del C295W, denominada localmente CC-295 Kingfisher, aterrizó en Canadá en septiembre de 2020.[65][66]

 Chile
- La Armada de Chile adquirió tres aviones C-295 Persuader de patrulla marítima, dos de ellos con capacidad antisubmarina (MPA/ASW), en noviembre de 2007 para reemplazar a sus antiguos P-3ACH Orion por 105 millones de USD. Los nuevos aviones serán recibidos en la primera mitad de 2010. Esta adquisición forma parte del proyecto «Alcatraz», y también comprende una opción de compra de cinco aviones C-295 más para reemplazar sus Embraer EMB-110 Bandeirante, Embraer EMB-111 Bandeirulha y Lockheed P-3ACH Orion, con la idea inicial de llegar a contar con una flota de cuatro C-295 antisubmarinos, tres de patrulla y uno de carga.[67][68][69][54] Sin embargo, aunque incluso en mayo de 2009 se anunció que el Gobierno Chileno estaba a punto de firmar un pedido ejecutando tres de esas opciones por 95 millones de US$,[70] una revisión de planes realizada a mediados de ese mismo año llevó a no ejecutar tales opciones y en su lugar proceder a actualizar los P-3, modernización que puede incluir la instalación del sistema FITS con el que van dotados los propios C-295.[71] No obstante, los problemas surgidos en esta modernización podrían hacer retomar finalmente los planes iniciales.[72] El primer ejemplar, configurado en versión de patrulla marítima, se entregó en diciembre de 2009, mientras que el segundo, el primer modelo fabricado con la configuración ASW, se entregó en marzo de 2011.[73] Además, la Fuerza Aérea de Chile está estudiando la compra de hasta 4 aviones de transporte mediano, que podrían ser de este mismo modelo.[74]

 Colombia
- La Fuerza Aérea Colombiana adquirió cuatro aviones C-295M de transporte militar a EADS CASA en el año 2008 por una cantidad cercana a los 100 millones de euros.[75] Colombia recibió los dos primeros aviones en junio de 2008, el tercero en noviembre del mismo año,[76] y el último el 4 de abril de 2009.[77] En septiembre de 2012 firmó un contrato por un ejemplar adicional, que recibiría en febrero de 2013,[78] y a finales de ese mismo año realizó un nuevo pedido, por un sexto avión.[79]

 Costa de Marfil
- La Fuerza Aérea de Costa de Marfil ha adquirido un C-295W en 2019.[80]

 Ecuador
- La Fuerza Aérea Ecuatoriana adquirió tres C-295M, de los cuales recibió el primero el 6 de junio de 2014, mientras que los dos restantes fueron recibidos a lo largo del mismo año.[81]

 Egipto
- La Fuerza Aérea Egipcia firmó con Airbus Military en octubre de 2010 la adquisición de tres aviones C-295M, uno de ellos para transporte VIP. La primera entrega se efectuó en septiembre de 2011 y los otros dos ejemplares fueron entregados a finales de ese mismo año.[82][83] Según el fabricante, las principales razones por las que la Fuerza Aérea de Egipto eligió el modelo fueron su facilidad de mantenimiento y probadas aptitudes operativas, especialmente en zonas desérticas, además de su versatilidad.[84][85] Egipto ya operaba desde 2005 otros tantos Antonov An-74TK-200A, de similares capacidades, habiendo firmado una opción por seis ejemplares adicionales y teniendo una previsión de compra de 18 en total.[86] Sin embargo la adquisición ahora del avión español parece indicar un abandono de dichos planes en beneficio del modelo de CASA. Posteriormente encargó tres adicionales, en enero de 2013 realizó un nuevo pedido por otras seis unidades,[87][88] y en julio de 2014 otro por ocho más.[89] Más adelante compró otros cuatro, elevando el total a veinticuatro y convirtiéndose así en el mayor usuario del modelo.[90]

 Emiratos Árabes Unidos
- La Fuerza Aérea de los Emiratos Árabes Unidos ha encargado en noviembre de 2017 5 C-295, los cuales serán entregados a partir del último trimestre de 2018.[91]

 España
- El Ejército del Aire y del Espacio, entonces Ejército del Aire, fue el cliente de lanzamiento del modelo. Posee 13 aviones de transporte táctico C-295M, designados internamente T.21, y asignados al Ala 35 de la Base Aérea de Getafe.[92] Se adquirió un escuadrón de nueve aviones en una primera fase en diciembre del 2000, y con el objetivo de disponer de otro escuadrón más, de forma escalonada se compraron otros cuatro (uno en diciembre de 2005, otro en diciembre de 2006, y dos a mediados de 2007).[93][94] En diciembre de 2023 el Ministerio de Defensa firmó un contrato por valor de 1.695 millones de € para la compra de dieciséis ejemplares adicionales, ocho de ellos de la versión de vigilancia marítima (Maritime Surveillance Aircraft, MSA), para sustituir a los CN-235 VIGMA, y otros tantos de patrulla marítima (Maritime Patrol Aircraft, MPA), para reemplazar a los Lockheed P-3 Orion. Esta última será la configuración más compleja del avión desarrollada hasta la fecha.[95][96]

- Instituto Nacional de Técnica Aeroespacial. En diciembre de 2021 el INTA recibió autorización para contratar, por 27,5 millones de €, un C-295W configurado como PAI (Plataforma Aérea de Investigación), designado internamente TX.21, el cual tiene previsto recibir en junio de 2023. Con él reemplazará a los dos CASA C-212-200 Aviocar utilizados hasta entonces.[97]

 Filipinas

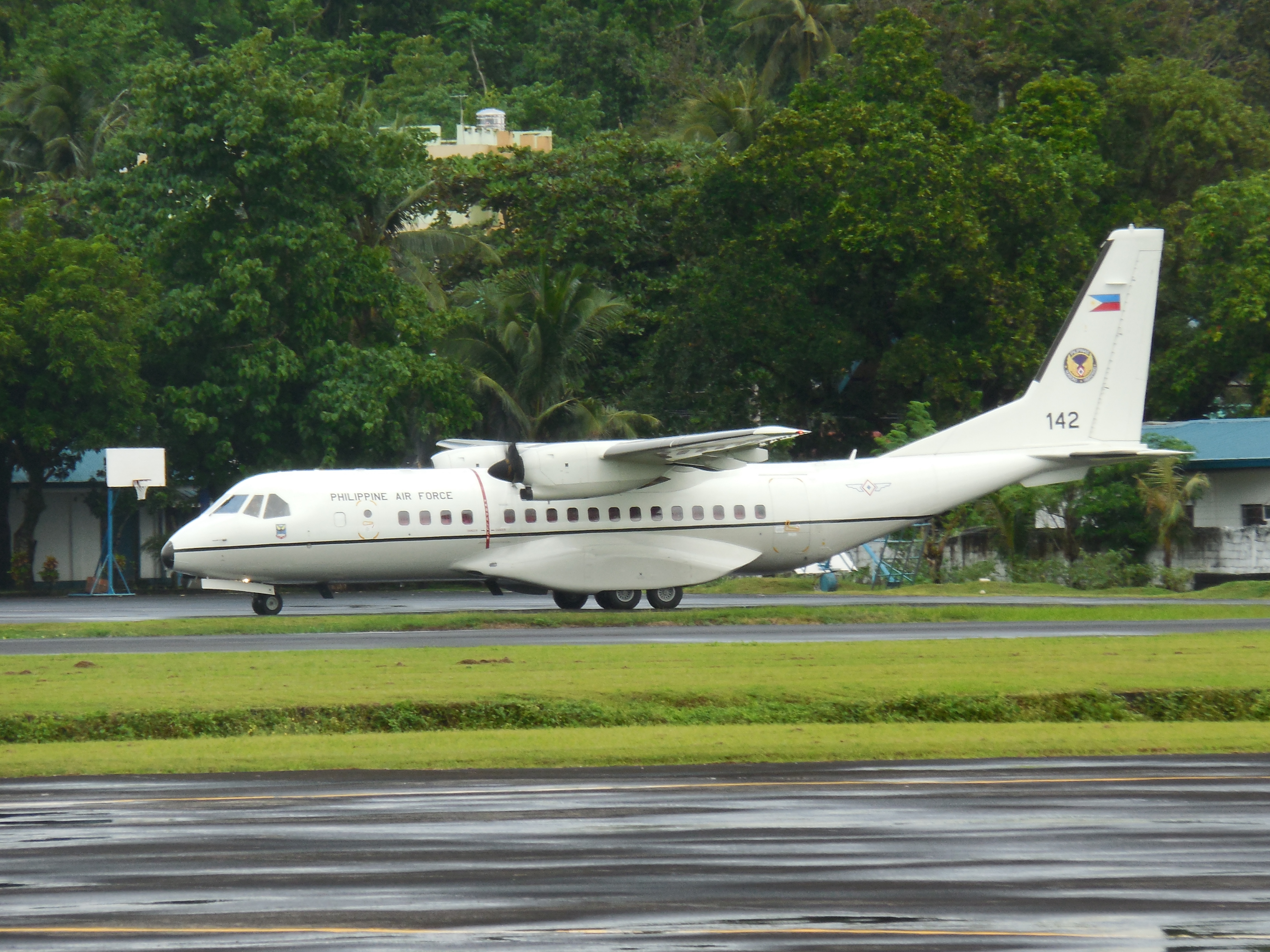
C-295M de la Fuerza Aérea de Filipinas.

- La Fuerza Aérea de Filipinas declaró en febrero de 2014 al C-295M ganador de su concurso para adquirir tres aviones de transporte medio. La primera entrega tuvo lugar en marzo de 2015,[98] mientras que la última tuvo lugar en febrero de 2016.[99] A ellos se sumó una cuarta aeronave en configuración de transporte VIP. En 2021 firmó un nuevo contrato para la adquisición de tres C-295W, que recibió entre 2022 y 2023.[100]

 Finlandia

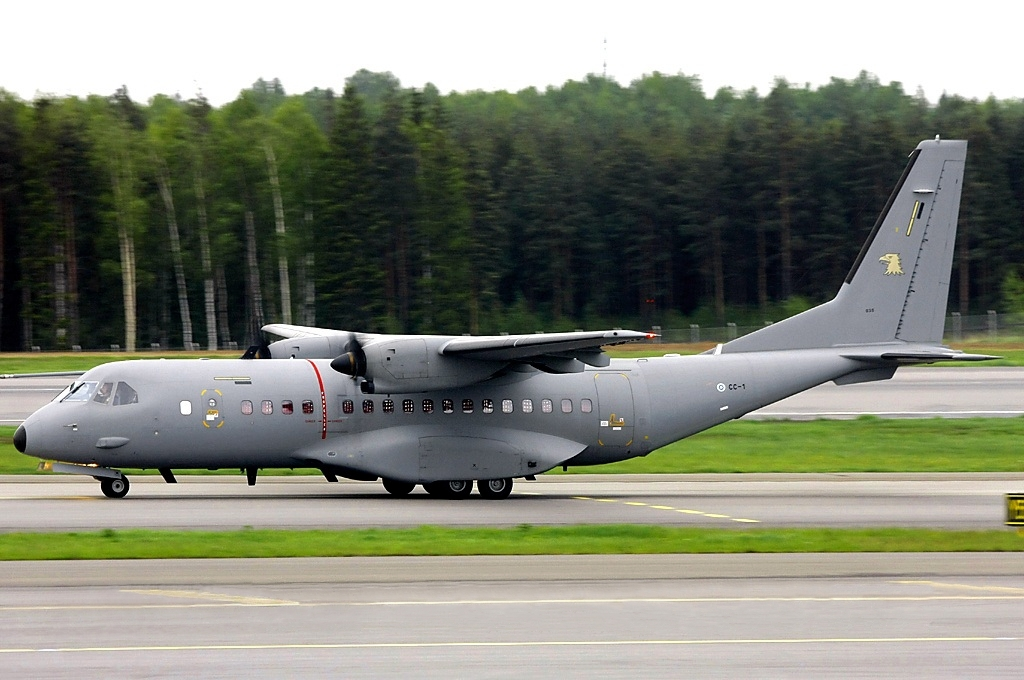
Un C-295M de la Fuerza Aérea Finlandesa en el Aeropuerto de Helsinki-Vantaa.

- La Fuerza Aérea Finlandesa adquirió en el año 2006, después un proceso de selección de año y medio, dos aviones de transporte C-295 para reemplazar a sus Fokker F27. El contrato incluía opciones de compra para cinco aviones adicionales,[101][102] una de ellas ejecutada en 2010.[103] La primera unidad fue entregada el 6 de marzo de 2007, coincidiendo con la celebración del 89.º aniversario de la Fuerza Aérea Finlandesa.[56][104] Una de las aeronaves será equipada con un sistema de vigilancia aérea avanzada adquirido a Lockheed Martin.

 Gabón
- La Fuerza Aérea gabonesa adquirió en 2023 un C-295W por 47 millones de €.[105]

 Ghana
- La Fuerza Aérea Ghanesa adquirió en 2011 dos C-295M que recibió a partir de principios del año siguiente. Son utilizados para transporte de tropas y personal de agencias de seguridad, evacuación médica, lanzamiento de paracaidistas, entrenamiento y misiones humanitarias.[106] Dos más alquilados con opción a compra para prestar servicio en la misión de Naciones Unidas en Mali.[107]

 Guinea Ecuatorial
- La Fuerza Aérea ecuatoguineana ha adquirido en 2016 dos C-295, uno en versión de transporte, cuya entrega está prevista para septiembre del mismo año, y el otro de patrulla marítima, a recibir en 2017.[108]

 India
- En 2014, Airbus Defence and Space firmó un acuerdo con Tata Advanced Systems Limited (TASL) para ofertar de manera conjunta hasta un total de 56 aparatos C-295 a la Fuerza Aérea, que sustituirían a los Avro 748 en servicio.[109][110] Finalmente, el Comité de Seguridad del Gabinete del Ministerio de Defensa de India dio luz verde en septiembre de 2021 a la compra de 56 C-295W para la Fuerza Aérea, lo que la convertirá, de lejos, en el mayor usuario mundial del modelo.[111] Los 16 primeros serán fabricados en España, mientras que los otros 40 serán fabricados parcialmente y ensamblados en la India, en la línea de montaje final (Final Assembly Line, FAL) que se establecerá en Vadodara. Todos ellos estarán equipados con un sistema de guerra electrónica de origen indio. El primer ejemplar fabricado en España fue entregado a la Fuerza Aérea india en septiembre de 2023.[112]

 Indonesia

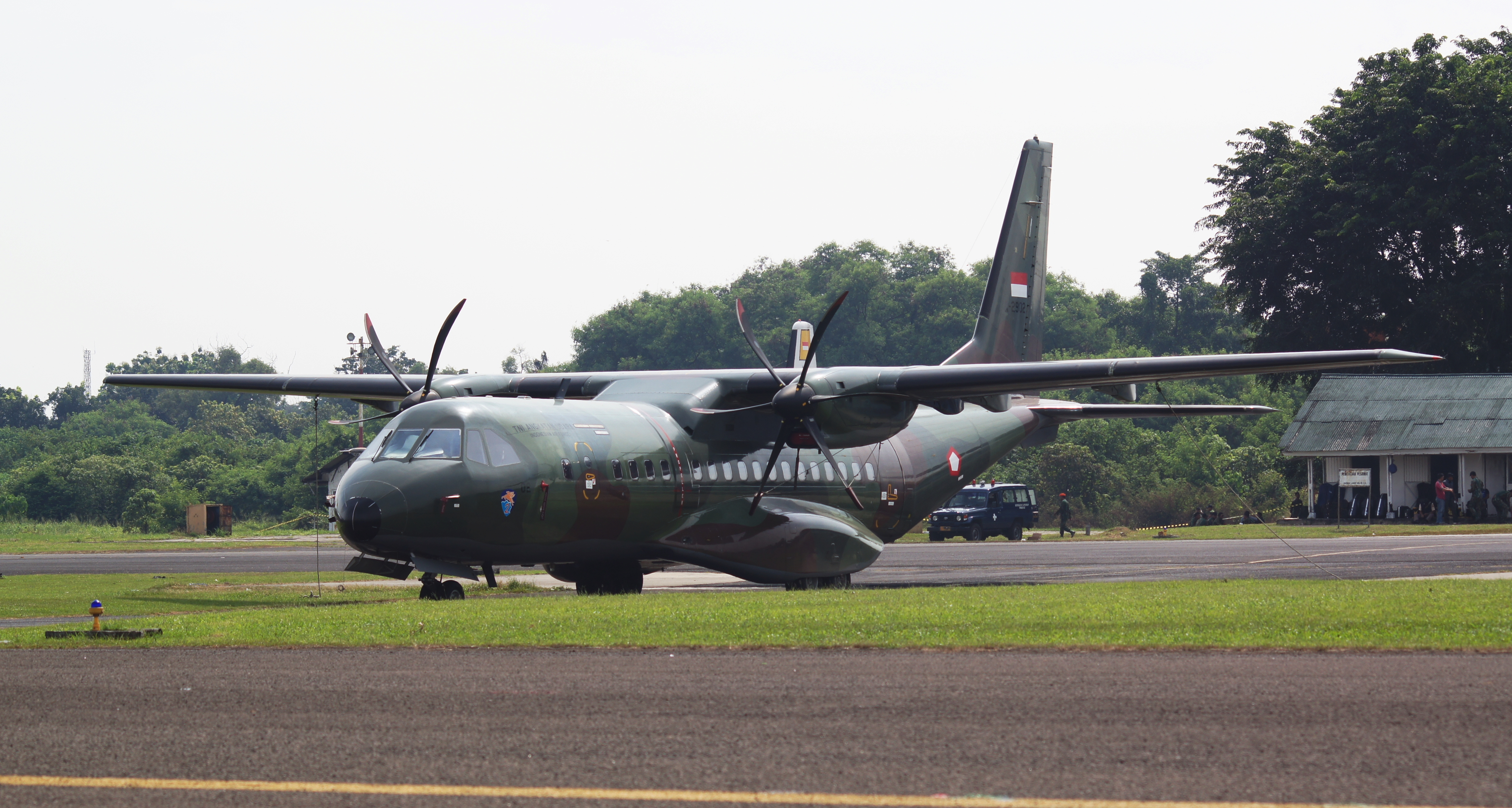
C-295M indonesio.

- La Fuerza Aérea del Ejército Nacional de Indonesia ha adquirido en octubre de 2011 nueve aviones de transporte táctico C-295M, designados localmente CN-295,[113] de los cuales los dos últimos se montarán en el país asiático. El contrato, formalizado en febrero de 2012, tiene un coste de 325 millones de dólares, unos 247 millones de euros, y las entregas tendrán lugar entre 2012 y el verano de 2014. Como contrapartida industrial, PT Dirgantara Indonesia fabricará el empenaje de cola, el fuselaje trasero y paneles del resto del fuselaje, además de recibir paquetes de trabajo para el desarrollo de sistemas de entrenamiento informatizados y también se crearán un centro de servicio y entregas y una línea de montaje final.[114][115][116][117]

 Irlanda
- El Cuerpo Aéreo Irlandés adquirió en 2019 dos C-295 Persuader para sustituir a sus CN-235-100 MP Persuader.[118] El coste total, incluido equipo de tierra, repuestos y formación, ascendió a 230 millones de €. El primer ejemplar arribó a «la Isla Esmeralda» en junio de 2023, y el otro está previsto que sea entregado a finales del mismo año.[119]

 Jordania
- La Real Fuerza Aérea Jordana adquirió dos aviones C-295M por 45 millones de € en 2003,[120] que fueron entregados en ese mismo año.[121][122][123] Uno de ellos será transformado a la versión cañonero AC-295, con la misma configuración de los dos CN-235 armados (AC-235) que opera esta fuerza aérea.[42]

 Kazajistán

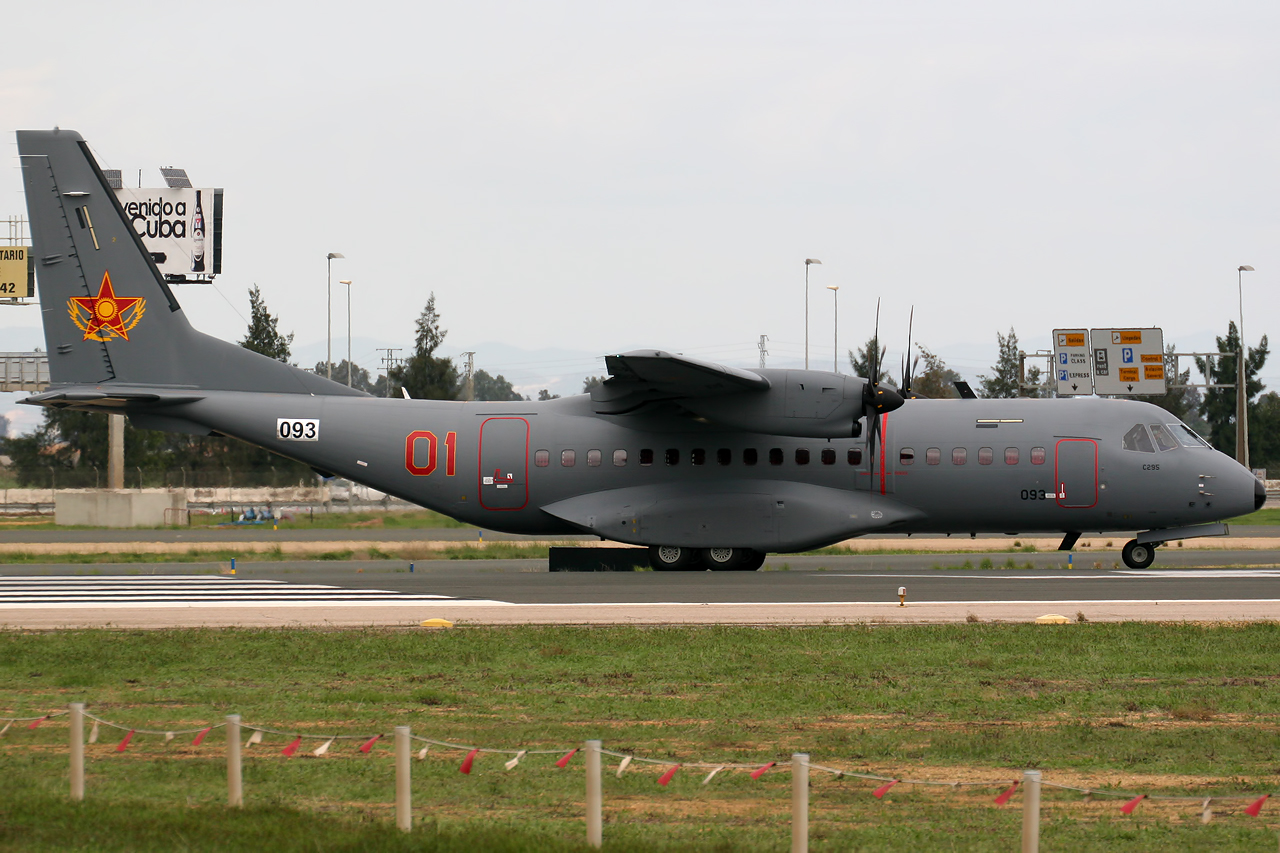
C-295M kazajo.

- El 29 de febrero de 2012, Airbus Military firmó con un contrato con la compañía estatal Kazspetsexport, perteneciente al Ministerio de Defensa de Kazajistán, para la adquisición de dos C-295M con destino a la Fuerza de Defensa Aérea de Kazajistán, que fueron entregados en enero de 2013. Con esta compra, Kazajistán se convirtió en el primer país de la antigua Unión Soviética en incorporar un modelo de CASA a sus fuerzas armadas. El contrato incluyó piezas de repuesto y equipo de apoyo en tierra.[124][125] Al mismo tiempo se firmó un memorándum de entendimiento para la adquisición de seis ejemplares adicionales. Según los términos del memorándum, Airbus Military, además, transferirá tecnología y capacitará técnicamente al personal kazajo para que este pueda llevar a cabo el mantenimiento del avión de manera autónoma en el país.[126][127] En octubre de 2013 se firmó un contrato que convirtió en pedido en firme los dos primeros ejemplares adicionales.[128] La compra de los dos ejemplares finales, que elevaron la flota total a ocho, se firmó en 2017.[129] Posteriormente adquirió al menos otro ejemplar adicional, de la versión C-295W.[130]

- Por su parte, la Guardia de Fronteras encargó en 2019 un único C-295W.[131]

 Mali
- La Fuerza Aérea de Malí encargó a comienzos de 2016 un C-295W en versión de transporte, que recibió en diciembre de ese mismo año.[132] En 2020 contrató un segundo ejemplar, que recibirá al año siguiente.[133]

 México

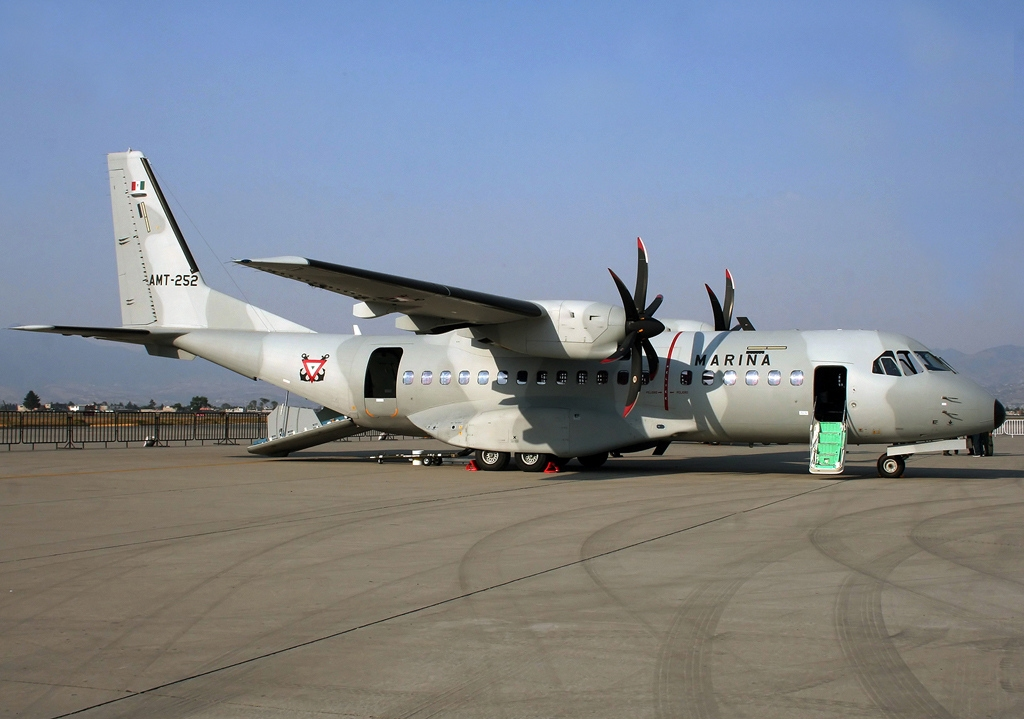
C-295M de la Armada de México.

- La Armada de México adquirió inicialmente dos ejemplares de transporte C-295M,[134][135] a los que posteriormente se han sumado otros dos,[136] mientras que dos más fueron adquiridos en 2014, los cuales fueron los primeros ejemplares de la versión C-295W, equipada con winglets.[137] México posee en conjunto la mayor flota de aviones de transporte y patrulla marítima CASA / Airbus Defence & Space de toda Iberoamérica.[138][139][140]
- La Fuerza Aérea Mexicana adquirió en 2009 seis C-295M para sustituir a sus Antonov An-32B por 463 millones de US$. Los aviones operan en el Escuadrón de transporte 301 junto a los IAI Arava en la BAM N.º 1 Santa Lucía, Estado de México.[15][141][142] Posteriormente encargó dos ejemplares adicionales, de la versión C-295W.[143][144][145]

 Mozambique
- El C295W mozambiqueño fue visto por primera vez a mediados de 2024 con marcas españolas provisionales mientras se sometía a pruebas de vuelo antes de su entrega. El pedido no ha sido anunciado oficialmente por Airbus, pero la compañía ha señalado un cliente africano no revelado para el tipo. El ejemplar, registrado FA655, salió de Sevilla (España) en su vuelo de entrega el 24 de febrero. Llegó a Maputo el día 27, según los datos de seguimiento del vuelo, tras hacer escala en Senegal, Benín y Angola.[146]

 Omán

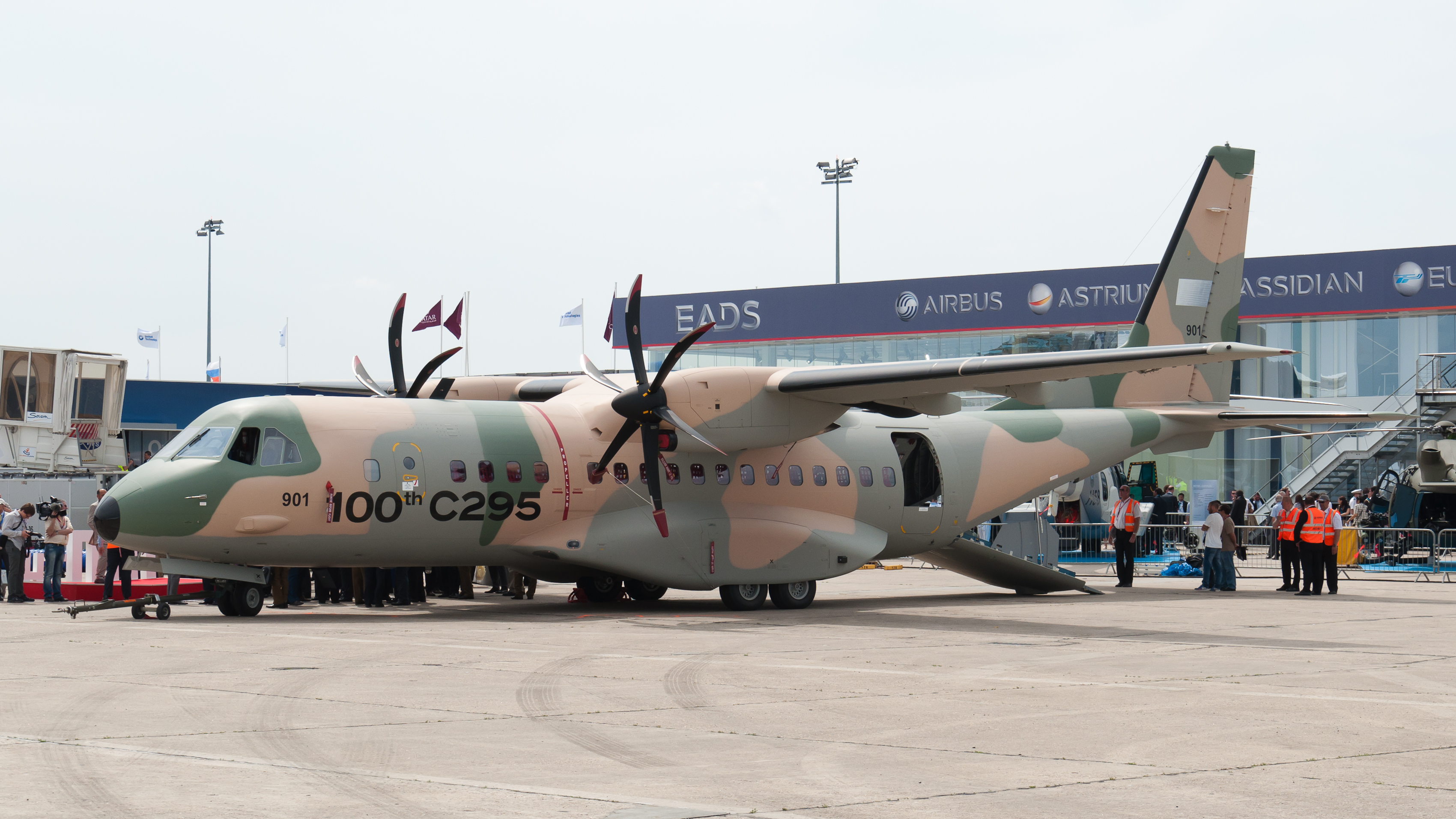
C-295M omaní.

- Real Fuerza Aérea de Omán. Omán ha firmado con Airbus Military el 19 de mayo de 2012 un pedido de ocho aviones C-295, de los cuales cinco deberían haber sido C-295M, que servirán como reemplazo de la veterana flota de transporte omaní compuesta por aviones Short Skyvan SC.7-3M, y tres de patrulla marítima. Las entregas comenzarían en 2013. El contrato incluye también la venta de un sistema en palé de control de la polución, que puede ser usado para lanzar dispersantes en caso de derrames de crudo. Este sistema, del que Omán es el cliente lanzador, puede ser montado en el C-295 sin necesidad de realizar en él ninguna modificación estructural.[147][148] El último de los aparatos fue entregado en marzo de 2016, aunque finalmente fueron cuatro de cada tipo.[149]

 Polonia

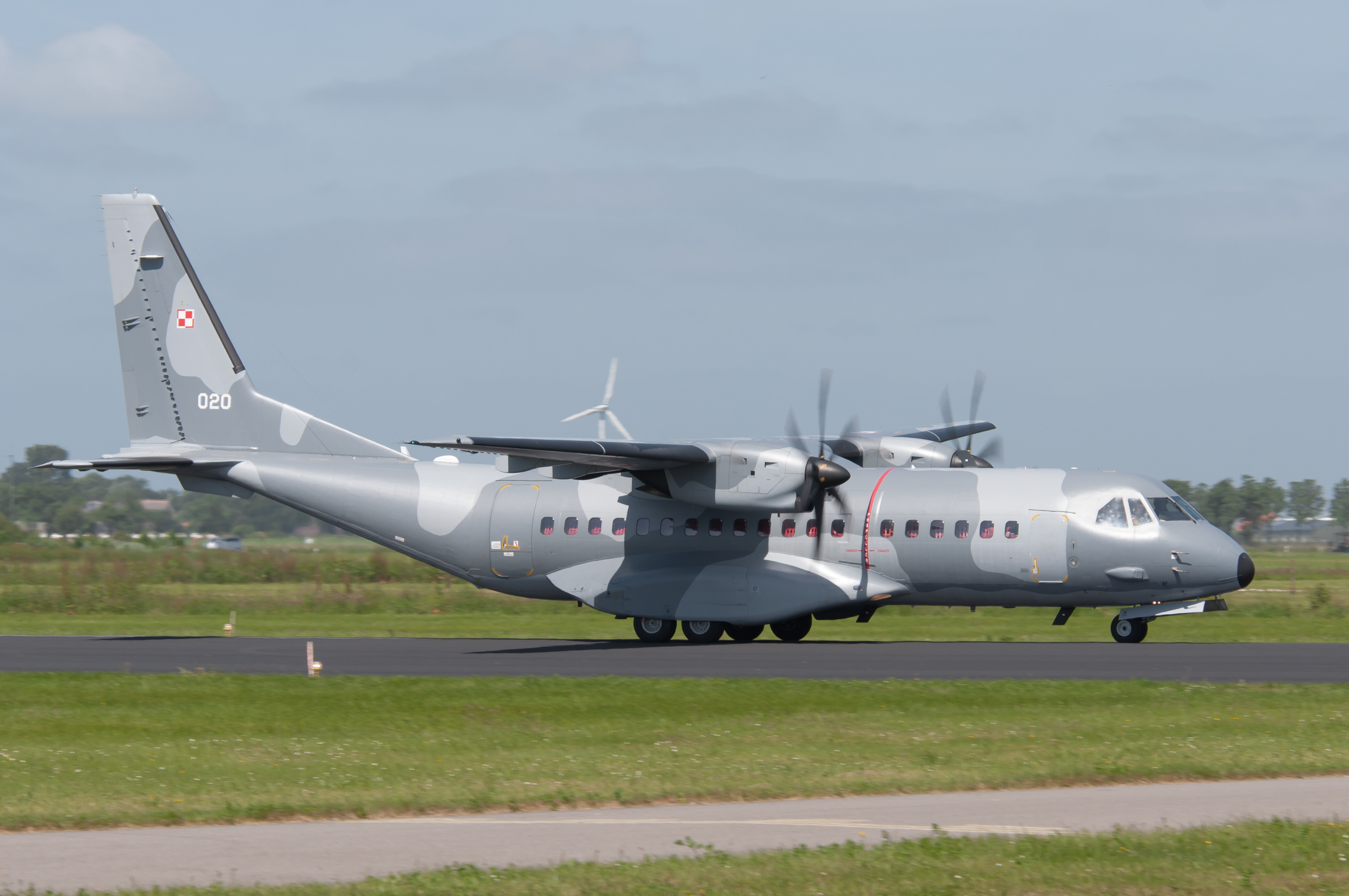
Un C-295M de la Fuerza Aérea Polaca en la exhibición aérea «Luchtmachtdagen» en Leeuwarden, Países Bajos, en 2016.

- La Fuerza Aérea Polaca ha adquirido en varios pedidos un total de 17 aviones C-295M para reemplazar a sus Antonov ''An-26''. El Gobierno Polaco adquirió los ocho primeros aviones en el año 2001, recibiendo el primero de ellos en 2003.[150] En 2006 adquirió dos adicionales y en 2007 otros dos más.[151] Uno de ellos se perdió en el accidente aéreo de Mirosławiec el 23 de enero de 2008.[152][153] Con 11 en servicio, el 2 de julio de 2012 se firmó un pedido de cinco aviones adicionales por 262 millones de dólares, por lo que, una vez que finalicen las entregas, Polonia contará con una flota de 16 aviones C-295 y se convertirá en el principal operador del modelo. Las entregas de este nuevo pedido empezarán a finales de 2012. Polonia inicialmente se planteó, para aumentar su capacidad de transporte aéreo, la compra de un C-130 Hercules adicional, pero en su lugar optó por el «más coste-eficiente» C-295, según el teniente general Lech Majewski, comandante en jefe de la Fuerza Aérea. Los aviones están asignados al 13.er Escuadrón de Transporte Aéreo (13. ELTr - 13 Eskadra Lotnictwa Transportowego), estacionado en la 8.ª Base Aérea (8. BLot - 8 Baza Lotnicza) de Cracovia-Balice, estando un ejemplar destacado permanentemente en Afganistán, donde desarrolla labores de transporte, lanzamiento aéreo y evacuación médica.[154]

 Portugal

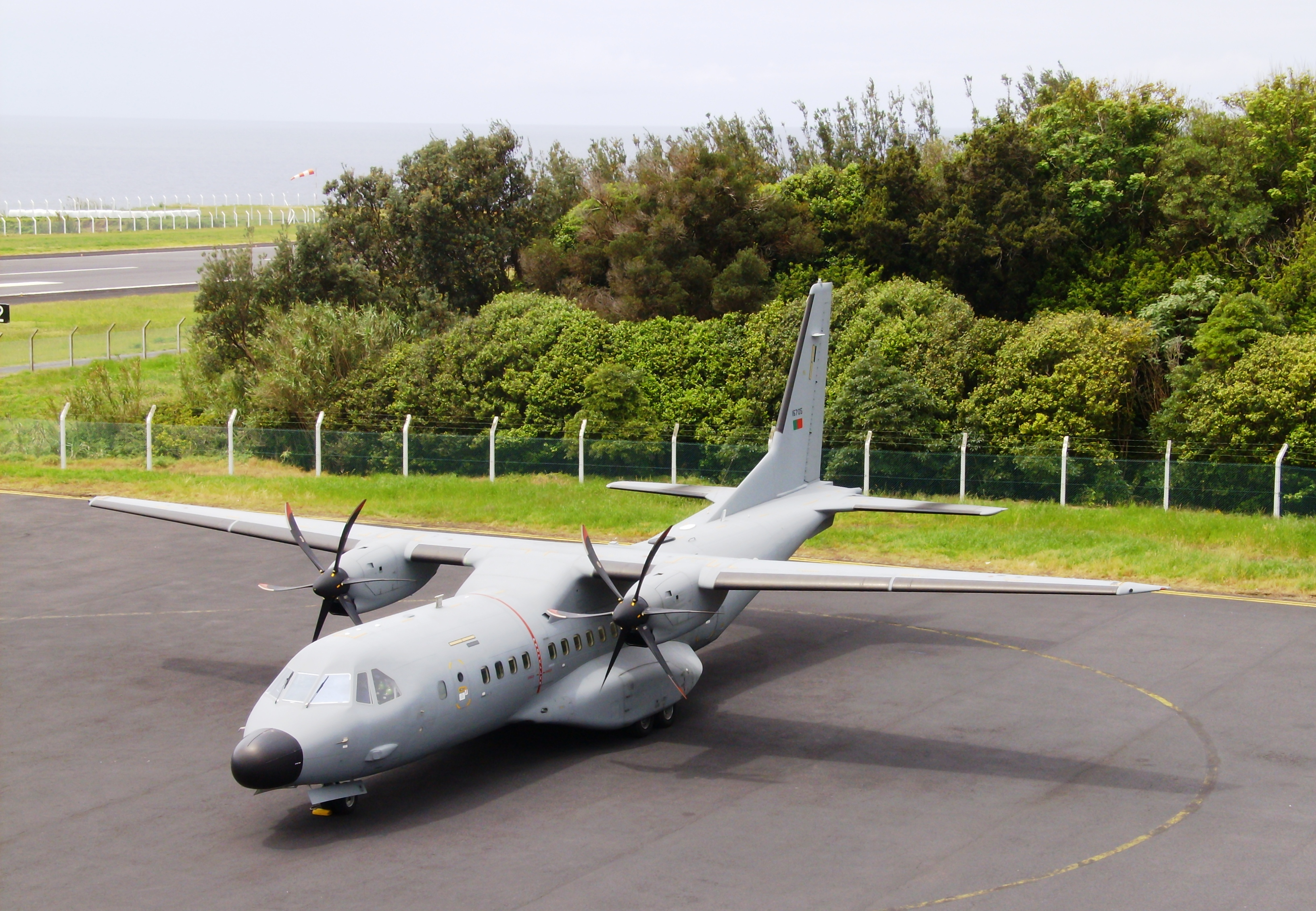
Imagen de uno de los C-295M de la Fuerza Aérea Portuguesa en la que puede apreciarse el radomo de mayores dimensiones que llevan los ejemplares lusos.

- La Fuerza Aérea Portuguesa adquirió 12 aviones en febrero de 2006, siete de ellos en la versión de transporte militar C-295M y los otros cinco en la versión de vigilancia marítima C-295MPA Persuader, equipados con el sistema FITS y conocidos también como C-295 VIMAR, para reemplazar toda su flota de aviones CASA C-212 Aviocar, que llevaban operando desde los años 1970.[102] El precio de esta adquisición se estima que ronda los 350 millones de euros.[57] EADS CASA entregó el primero de los aparatos a las autoridades portuguesas el 10 de octubre de 2008. Los restantes C-295 contratados se entregaron uno cada mes y medio aproximadamente, hasta completar el total de 12 unidades. En primer lugar se suministraron los aviones de transporte y a continuación los de vigilancia marítima.[155] Estos aviones incluyen como elementos diferenciadores del modelo básico unas burbujas traseras para misiones SAR, un equipo de guerra electrónica compuesto por un alertador de radar RWR (Radar Warning Receiver), un alertador láser LWS (Laser Warning System), pods de guerra electrónica colocados bajo las alas y dispensadores de señuelos y bengalas,[67] y también se ha incluido un nuevo radar meteorológico Northrop Grumman AN/APN-241 (el mismo con el que van equipados los C-130J) que les confiere un radomo más abultado.[19][20] Los ejemplares de vigilancia marítima usan asimismo un SLAR SSC MSS6000 montado en el fuselaje.

 República Checa

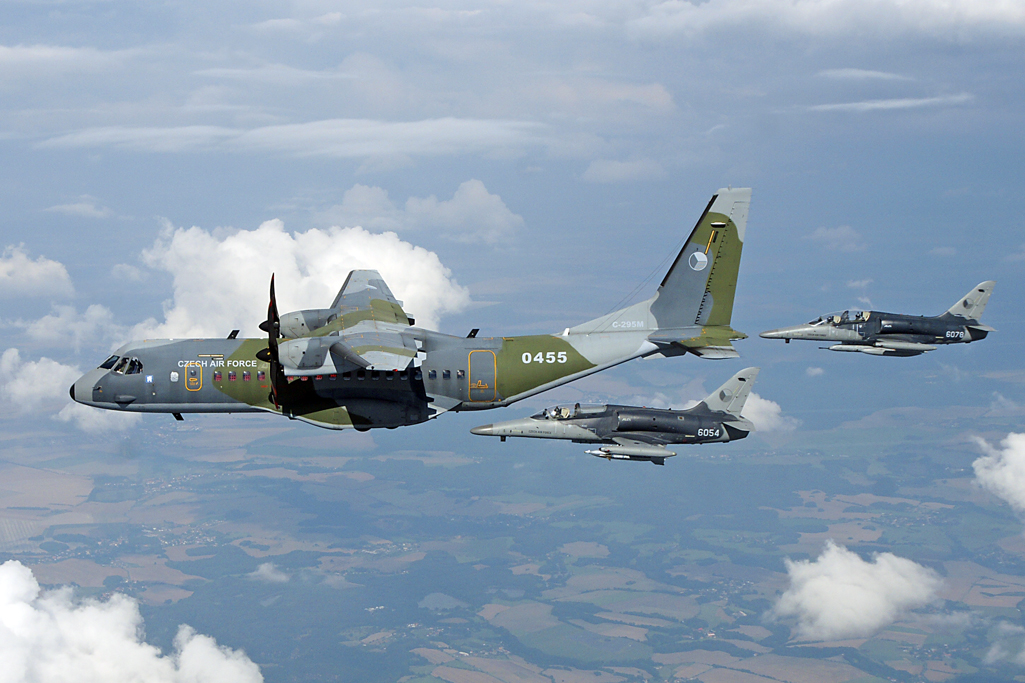
C-295M de la Fuerza Aérea Checa volando en formación con dos Aero L-159 Alca.

- La Fuerza Aérea Checa llegó a un acuerdo con EADS CASA en abril de 2008 para obtener un C-295M que sería entregado en 2009 a cambio de cinco aviones Aero L-159 Alca de la flota checa, que pasarán a usarse por el Ejército del Aire de España.[156] Estos entrenadores tenían inicialmente como destino la Fuerza Aérea de Bolivia, pero Estados Unidos vetó la operación tras los choques habidos con el Gobierno de Evo Morales (el motor es de origen estadounidense), por lo que Bolivia ha acabado adquiriendo en su lugar seis Karakorum K-8.[157] El acuerdo además incluía una opción para 3 C-295M adicionales, con posibilidad de 2 más.[158] El Ministerio de Defensa Checo aprobó en abril de 2009 comprar los primeros tres C-295M que tenía en opción, realizando en este caso el pago en efectivo, 3500 millones de coronas checas (unos 130 millones de euros), coste que incluye el entrenamiento de tripulaciones y personal de tierra, manuales técnicos y piezas de repuesto. La entrega del conjunto de la flota se inició a finales de 2009, entregándose el último avión antes del fin de 2010, y tiene como objetivo reemplazar los cinco Antonov An-26 de la Fuerza Aérea.[33][159][160] En 2019 contrató con Airbus DS la modernización de los cuatro ejemplares en inventario y la compra de dos nuevos, estos de la versión C-295W.[161]

 Senegal
- Ejército del Aire de Senegal: 2 C-295W, recibidos en 2022 y 2023.[162]

 Serbia
- La Fuerza Aérea y Defensa Aérea Serbia encargó en 2022 2 C-295W por alrededor de 90 millones de €, el primero de los cuales le fue entregado en septiembre del año siguiente.[163]

 Tailandia
- Real Ejército Tailandés: inicialmente encargó un C-295W,[164] al que posteriormente se unió otro ejemplar.

 Uzbekistán
- Fuerzas Aéreas y de Defensa Aérea de Uzbekistán: cuatro C-295W.[165]

 Vietnam
- La Fuerza Aérea Popular Vietnamita adquirió en 2013 tres C-295M, que se estima que entrarían en servicio a partir de 2015.[166]

### Negociaciones
En 2003 el Ministerio de Defensa de Kenia expresó su intención de adquirir tres C-295M, pendiente de la aprobación de su gobierno, sin que hasta ahora se haya concretado ningún pedido. Otros países con los que ha trascendido la existencia de negociaciones son Arabia Saudita (18 ejemplares de transporte para la Fuerza Aérea y entre cuatro y seis para patrulla marítima, que se sumarían a la compra ya formalizada de cuatro para el Ministerio del Interior), Malasia (10) o Tailandia (6).
En septiembre de 2009, y ante los retrasos del programa A400M, Turquía ha anunciado la intención de adquirir 10 aviones C-295 o C-27J, aplazando la decisión hasta mediados de 2010. Por su parte, en 2012 se informó de que la Fuerza Aérea Sudafricana está estudiando la compra del modelo.
En lo que respecta a la versión de patrulla marítima C-295 Persuader, a finales de 2008 la Armada Griega anunció que tiene previsto adquirir cinco aviones para sustituir a sus Lockheed P-3B Orion.
Argentina ha confirmado oficialmente en diciembre de 2016 haber iniciado el proceso de compra de cuatro aeronaves, de las cuales dos serían para la Fuerza Aérea, ambas en versión de transporte, para reemplazar a sus aviones de transporte mediano Fokker F27 Friendship (retirado en noviembre de 2016) y Fokker F28 Fellowship (que causará baja en 2018); y el resto para la Armada, una también de transporte y la otra para patrulla marítima.

### Ventas frustradas
La Fuerza Aérea Argelina firmó un contrato por seis aviones de transporte C-295M en el año 2004, además de cuatro C-295 Persuader de patrulla marítima. Sin embargo, la adquisición de los Persuader no llegó a materializarse. 
Por otro lado, la Fuerza Aérea Suiza seleccionó el avión de transporte C-295M en 2000 frente al C-27J Spartan, proponiéndose la compra de dos unidades por 76 millones de euros para los presupuestos de 2002, sin éxito. Se volvió a presentar una propuesta para los presupuestos de 2005, pero finalmente el parlamento helvético la rechazó el 17 de marzo de 2005.
Los Emiratos Árabes Unidos por su parte lo seleccionaron en la versión de patrulla marítima C-295 Persuader y tenían previsto adquirir cuatro ejemplares por 156,2 millones de euros en el año 2001. Sin embargo, no han confirmado el pedido y en su lugar han adquirido en febrero de 2009 dos aviones Dash-8 Q300MP.
En 2002 venció en el programa AIR 5190 organizado por Australia para sustituir a los DHC-4A Caribou de la Real Fuerza Aérea Australiana, entre 12 y 14 aviones, pero este país dio prioridad a la compra de los aviones de transporte pesado C-17A Globemaster III y dejó sin efecto dicho programa. Se convocó más tarde un nuevo concurso para el sustituto del Caribou (programa AIR 8000 fase 2, 10 aviones), resuelto en mayo de 2012, en el que el ganador fue finalmente su rival, el C-27J Spartan.
Hay que destacar también el importante contrato firmado en 2005 para vender 10 ejemplares de transporte a Venezuela por 500 millones de euros (que incluía dos CASA-Nurtanio CN-235 de patrulla marítima y opciones por otros seis C-295M), que se vio frustrado por el veto del Gobierno estadounidense. CASA ofreció sustituir los componentes (motores y aviónica) de origen estadounidense, pero los venezolanos estimaron que las modificaciones habrían tenido un coste demasiado alto.
El 18 de enero de 2008, Eslovenia anunció la selección del C-295, iniciando negociaciones para la compra de un aparato. Sin embargo, después del accidente del C-295 polaco del 23 de ese mismo mes, el proceso fue cancelado, a pesar de que la investigación ha concluido que la causa fueron errores graves por parte de la tripulación y del control de tierra, a los que se sumó la meteorología adversa, y no un fallo del avión.
El total de estos concursos hubiera supuesto por tanto entre 33 y 41 ejemplares adicionales.

## Historia operacional

### Misiones en el exterior con España

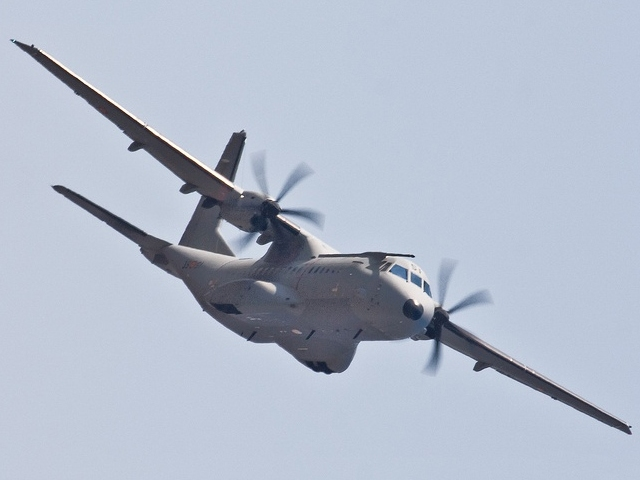
Un CASA C-295M del Ejército del Aire de España en el Festival Aéreo de la República Checa, en Brno, septiembre de 2008.

Desde que los C-295 entraron en servicio en el Ejército del Aire español en diciembre de 2000, han participado en numerosas misiones en el exterior, entre las que se pueden citar las misiones en la antigua Yugoslavia, Líbano y Afganistán donde han realizado más de mil horas de vuelo.
Afganistán
Uno de los aviones pertenecientes al Ala 35 del Ejército del Aire estuvo destinado cerca de dos años en Afganistán como parte del «Destacamento Alcor» para realizar traslados de personal y carga entre la Base de Apoyo Avanzado (FSB) y el aeropuerto de Qal'eh-ye Now, la capital de la provincia de Badghis, que alberga la base General Urrutia, sede del Equipo de Reconstrucción Provincial (PRT) español.
En mayo de 2008, el Ministerio de Defensa de España, tras once relevos, ordenó el regreso a España del avión de transporte C-295 desplegado en Herat. Los integrantes del «Destacamento Alcor» han acumulado desde junio de 2006 un total de 1178 horas de vuelo repartidas en 2122 salidas. Las misiones que estaba desempeñando el avión fueron asumidas por un avión C-130H Hercules del Ala 31 que permanecerá destacado en la FSB de Herat y retornará a la Base Aérea de Manas (Kirguistán) semanalmente para realizar posibles tareas de mantenimiento o cambio de tripulaciones.
Expertos en aviación civil y militar aseguran que el C-295 es mucho más adecuado para estas misiones por su versatilidad, robustez y facilidad de operación, a pesar de su menor capacidad de carga frente al pesado Hercules.
Chad
En junio de 2008, el Ministerio de Defensa de España destacó dos C-295 a Chad, entre los aeropuertos de Yamena, la capital, y de Abéché, en la frontera con Sudán, para proporcionar apoyo logístico a la misión que la EUFOR desarrolla en la región de Darfur (Sudán). En esta misión los aviones realizarán las labores típicas de transporte de carga y personal, y también evacuación de heridos y lanzamiento de paracaidistas y de carga incluso a baja cota (LAPES).

### Misiones en el exterior con Polonia

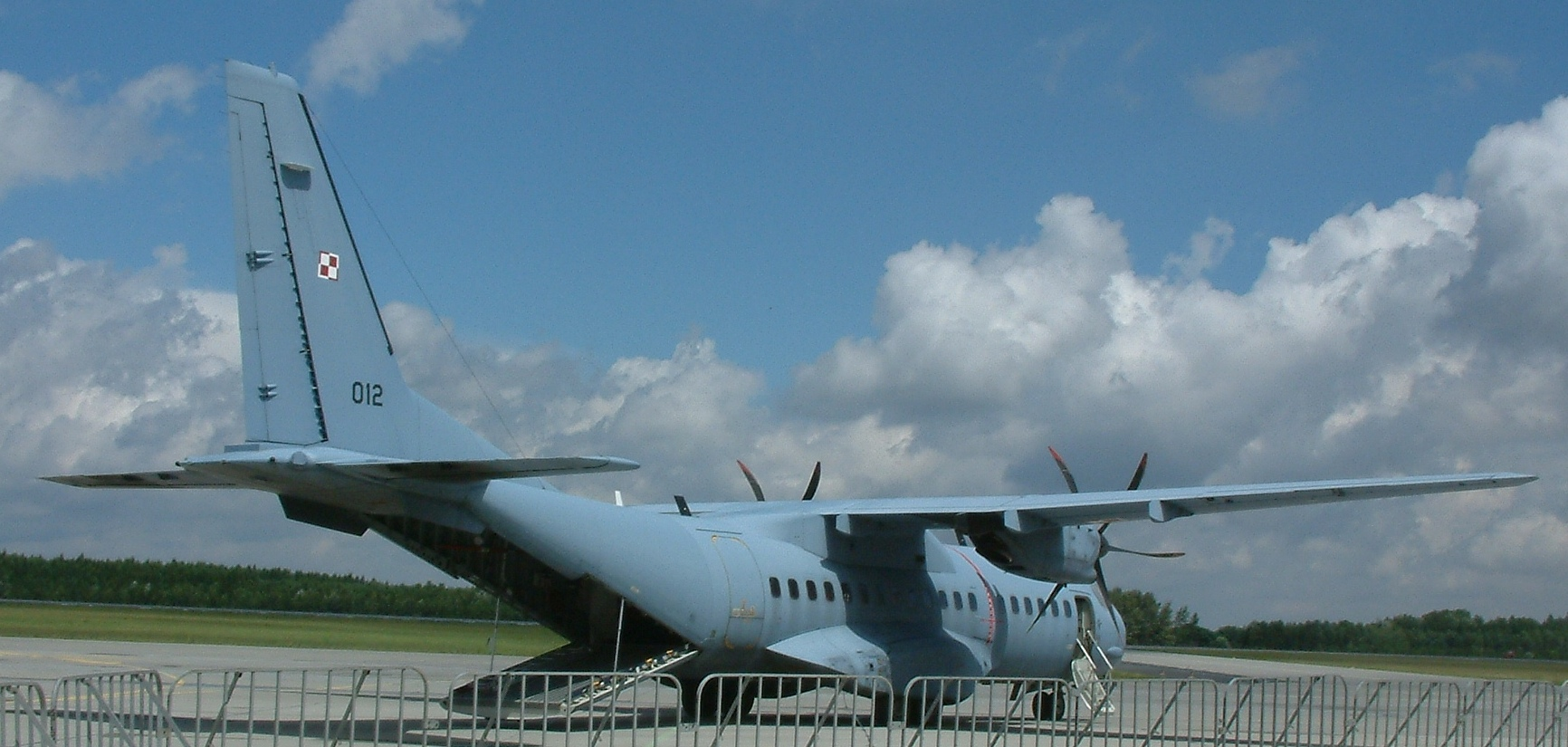
Un C-295M de la Fuerza Aérea Polaca con la rampa trasera abierta.

El C-295M era el único avión de transporte de la Fuerza Aérea Polaca hasta el 2008 y es utilizado para trasladar tropas y material a las bases que Polonia mantiene en Afganistán e Irak.

### Accidentes

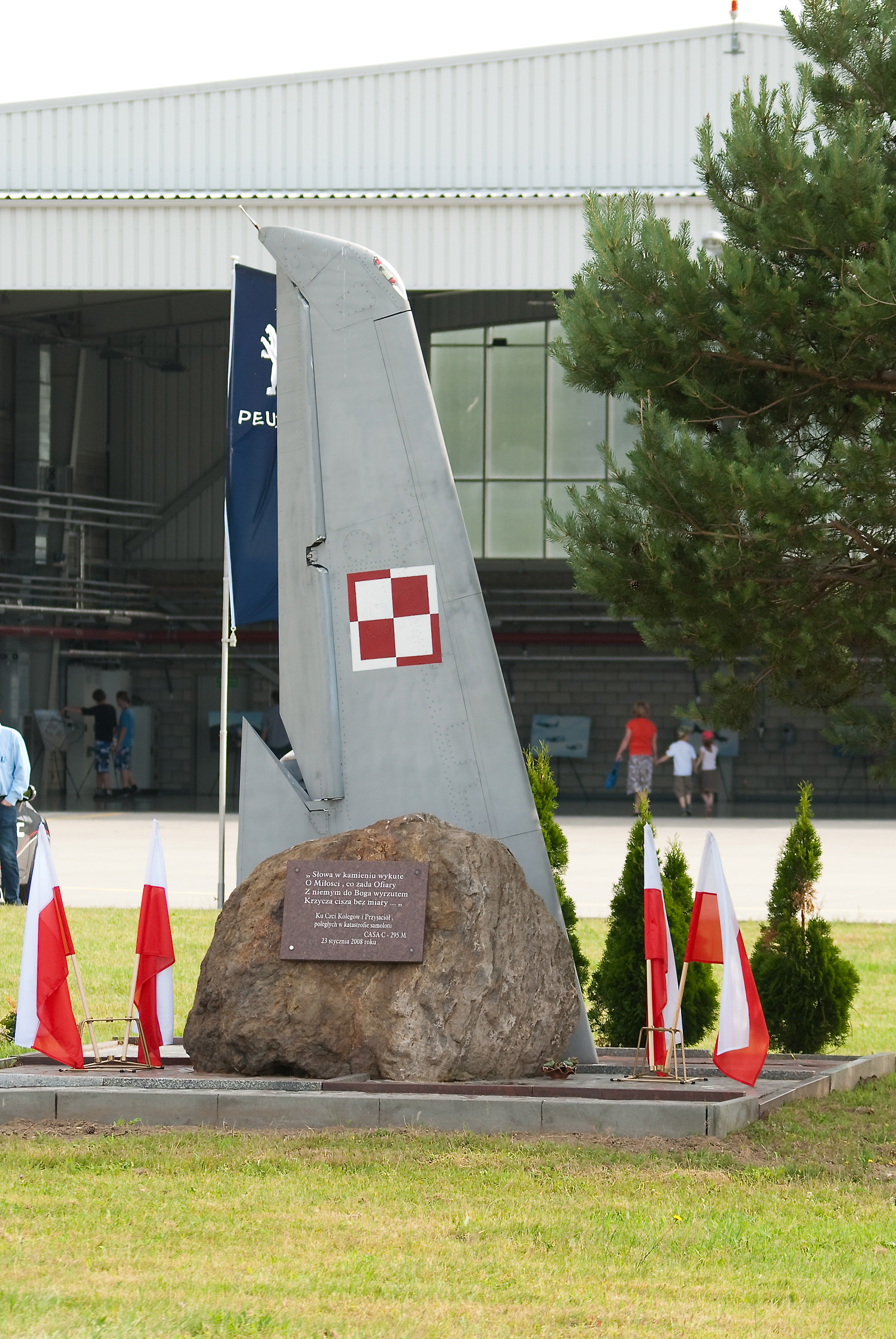
Semiala derecha del avión estrellado en Mirosławiec, empleada como monumento conmemorativo de la tragedia.

- El 23 de enero de 2008 un CASA C-295M de la Fuerza Aérea Polaca, que volaba desde Varsovia, se precipitó desde unos cien metros de altura a un terreno boscoso cercano a la pista de aterrizaje del aeródromo militar de Mirosławiec (al oeste del país) durante su aproximación, y provocó una explosión que lo envolvió todo en llamas. Todos los pasajeros (16 oficiales del ejército) y los cuatro tripulantes que iban a bordo, 20 en total, perdieron la vida.[152][153] Todos los aviones C-295 polacos fueron inmovilizados tras el accidente hasta que concluyó la investigación.[183] El Ministro de defensa polaco Bogdan Klich confirmó que el aparato estaba en buenas condiciones y había sido revisado previamente, y destituyó a cinco miembros de la Fuerza Aérea después de la investigación del accidente, que concluyó que las causas fueron errores graves por parte de la tripulación y del control de tierra, a los que se sumó la meteorología adversa (viento y lluvia), y no un fallo del avión.[184] Los expertos militares calificaron al aparato como «el avión más seguro de la Fuerza Aérea Polaca».[153]
- El 3 de abril de 2019, un CASA  C-295 (matrícula T.21-10, 35-48) perteneciente al Ala 35 del Ejército del Aire, se salió de la pista del aeródromo de Santa Cilia (Huesca), mientras efectuaba el aterrizaje, quedando detenido en una vaguada aledaña. El hecho se produjo a las 11:30 AM, en el curso de unas maniobras coordinadas por la UME (Unidad Militar de Emergencias).[185] A bordo se encontraban diez militares, cuatro de dicha Ala que formaban la tripulación y seis de la Unidad Médica de Aeroevacuación del Ejército del Aire. Nueve de ellos resultaron heridos con golpes de diversa consideración, siendo el más grave uno de los pilotos, después de recibir un golpe en la cabeza.[186]

## Competidores

### C-295M

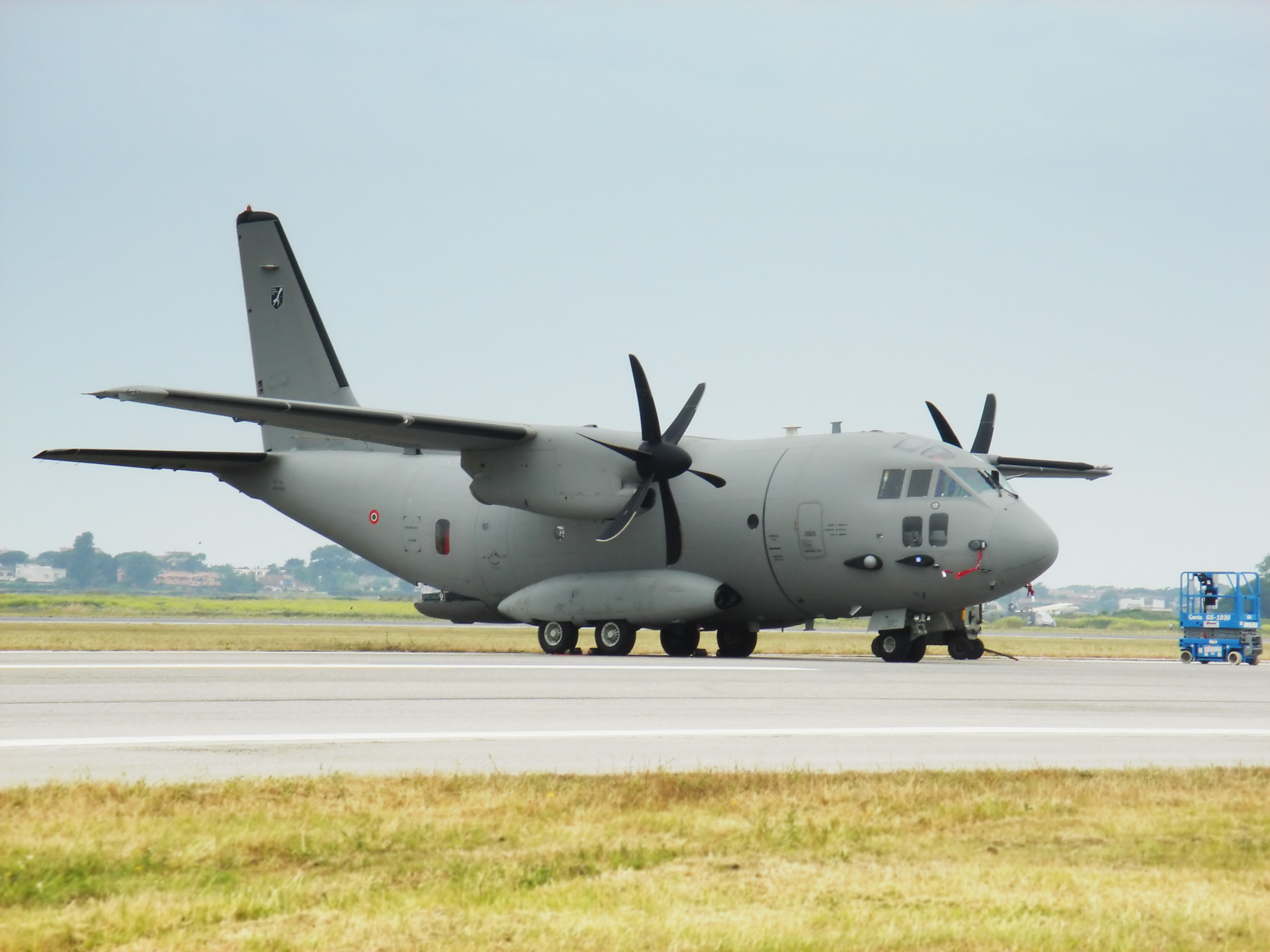
Un C-27J Spartan, que, fabricado por la compañía italiana Alenia, es el gran competidor del C-295.

El principal competidor del C-295M es el avión italiano Alenia C-27J Spartan, que lo batió en junio de 2007, tras una dura y prolongada competición, en el concurso JCA (Joint Cargo Aircraft) convocado por el Ejército y la Fuerza Aérea de los Estados Unidos. El avión español fue presentado al concurso JCA por EADS CASA en consorcio con la compañía estadounidense Raytheon.
Respecto al CASA, el C-27J puede transportar una carga mayor a una distancia más grande y tiene un suelo reforzado, de resistencia equivalente a la del C-130 Hercules, que le permite operar con vehículos de cadenas, cuyo sistema de rodaje es mucho más agresivo que el de ruedas para la superficie sobre la que se desplazan y por tanto no pueden embarcar en cualquier avión. Además la forma de su bodega, alta y ancha, resulta más adecuada para el transporte de carga. Hay que tener en cuenta que el C-295 deriva de un avión de mucha menor capacidad como es el CASA-Nurtanio CN-235, y para aumentarla la única solución viable fue incrementar el número de cuadernas, resultando con ello un avión bastante más largo, en el que se puede instalar un buen número de asientos y con una capacidad teórica de carga bastante superior a la de su predecesor, pero con una bodega de sección limitada. Precisamente, la mayor amplitud de su bodega fue un factor decisivo en la victoria del C-27J en el concurso de la Fuerza Aérea Eslovaca, en el que el CASA fue eliminado por considerársele pequeño para transportar los blindados Aligator del Ejército Eslovaco. En resumen, puede decirse que el C-295 es un mejor transporte de tropas, mientras que el Alenia es un mejor carguero. También hay que tener en cuenta que el coste del C-27J es mucho más elevado que el C-295, en torno a 14 millones de euros más, y, según afirma EADS-CASA, su modelo tiene el mejor coste de ciclo de vida (LCC, Life Cycle Cost) de su categoría.
|               | Capacidad soldados | Capacidad camillas | Carga máxima | Velocidad máxima | Alcance | Precio en euros |
| ------------- | ------------------ | ------------------ | ------------ | ---------------- | ------- | --------------- |
| C-295M        | 71 (+4 op.)        | 24 (+3 op.)        | 9250 kg      | 480 km/h         | 5630 km | 19,83 millones  |
| C-27J Spartan | 60                 | 36                 | 11 500 kg    | 602 km/h         | 5926 km | 33 millones     |

Por otra parte, el italiano tiene a su favor el disponer de equipos comunes con el C-130J Super Hercules, con la consiguiente ventaja logística para las fuerzas que operen dicho avión. Por el contrario, la tecnología básica de su plataforma es más anticuada, al basarse en un avión, el Alenia G.222, que voló por primera vez en 1970, mientras que el avión del que deriva el modelo español, el CN-235, lo hizo en 1983.

### C-295 Persuader
Los principales competidores de esta versión son las variantes de patrulla marítima del DHC-8, que por ejemplo ha conseguido un pedido por dos ejemplares para la Armada de Emiratos Árabes Unidos, concurso que había sido inicialmente adjudicado precisamente al Persuader (ver sección ventas frustradas), además de contratos con las Guardias Costeras de Canadá, Islandia, Japón y Suecia y las Aduanas de Australia; y del ATR 72, que ha logrado ventas en Italia y Turquía.

## Especificaciones (C-295M)
Referencia datos: página web de EADS - Airbus Military.

### Características generales
- Tripulación: 2 pilotos
- Capacidad: 

  - Transporte de tropas: 71 soldados (+ 4 opcionales).
  - Transporte de carga: 5 palets de carga de 108" × 88" (uno en rampa) o 10 palets de 88" × 54".
  - Transporte de vehículos: 3 vehículos ligeros (tipo Land Rover).
  - Transporte de motores: 3 motores de avión de combate (EJ200).
  - Evacuación médica: 24 camillas (+ 3 opcionales) y 5/7 asistentes médicos.
- Carga: 9250 kg.
- Longitud: 24,5 m (80,4 ft)
- Envergadura: 25,8 m (84,7 ft)
- Altura: 8,7 m (28,5 ft)
- Superficie alar: 59 m² (635,1 ft²)
- Peso cargado: 21 000 kg (46 284 lb)
- Peso máximo al despegue: 23200

- Planta motriz: 2× turbohélice Pratt & Whitney Canada PW127G.
  - Potencia: 1972 kW (2645 HP; 2682 CV) cada uno.
- Hélices: 1× Hamilton Standard 568F-5 de 6 palas por motor.
- Diámetro de la hélice: 3,89 m
- Capacidad de combustible: 7500 l
- Dimensiones de la bodega de carga: 12,69×2,70×1,90 m (largo × ancho × alto).

### Rendimiento
- Velocidad máxima operativa (Vno): 576 km/h (358 MPH; 311 kt)
- Velocidad crucero (Vc): 480 km/h (298 MPH; 259 kt)
- Alcance: 2150 km (1161 nmi; 1336 mi) con carga de 8000 kg
- Alcance en ferry: 5220 m (17 126 ft)
- Techo de vuelo: 7620 m (25 000 ft)
- Distancia de despegue: 670 m
- Distancia de aterrizaje: 320 m

## Aeronaves relacionadas

### Desarrollos relacionados
- CASA-Nurtanio CN-235
- CASA HC-144
- CASA C-295 Persuader

### Aeronaves similares
- Xian MA60
- IPTN N-250
- Alenia C-27J Spartan
- Ilyushin Il-112
- Antonov An-32
- Antonov An-72/An-74

### Secuencias de designación
- Secuencia C-_ (interna de CASA): ← C-212 - C-223 - CN-235/HC-144 - C-295 - C-401
- Secuencia T._ (Aeronaves de Transporte del Ejército del Aire español, 1978-presente): ← T.18 - T/TR/TM.19 - TR/TM.20 - T.21 - T.22 - T/TK.23 - T/TK.24
- Secuencia C_-_ (Aeronaves de las Fuerzas Canadienses, 1968-presente): ← CC-177 - CH-178 - CF-188 - CC-295